# Нижнелужицкий язык
Нижнелу́жицкий язы́к (также вендский; самоназвания: dolnoserbska rěc, dolnoserbšćina) — один из двух литературных языков лужичан, иначе лужицких сербов, распространённый в исторической области Нижняя Лужица в земле Бранденбург в Восточной Германии. Относится к лужицкой подгруппе западнославянских языков. Число говорящих на нижнелужицком языке составляет 6860 человек (2007).
Нижнелужицкий язык вместе с верхнелужицким обнаруживает общие для них особенности, а также имеет все западнославянские языковые черты. Кроме того, одна часть черт объединяет лужицкие с языками лехитской подгруппы, другая — с языками чешско-словацкой подгруппы.
Нижнелужицкий язык отличается от верхнелужицкого на всех уровнях языковой системы: в фонетике (распространение согласной g взрывного образования; совпадение аффрикаты č с отвердевшей свистящей c; изменение твёрдой r после p, t, k в твёрдую š; изменение ć, ʒ́ во фрикативные мягкие шипящие ś, ź), в морфологии (наличие супина; отсутствие в диалектах форм аориста и имперфекта) и в лексике (bom «дерево»; twarc «плотник»; gluka «счастье» и так далее, противопоставляемые соответствующим верхнелужицким štom, ćěsla, zbožo).
На формирование нижнелужицкой литературной нормы большое влияние оказал верхнелужицкий язык, в отличие от верхнелужицкого, нижнелужицкий язык является менее нормализованным и строго кодифицированным, характеризуется неустойчивостью и большей вариативностью.
Число носителей нижнелужицкого языка постоянно сокращается, на нём как на родном (в диалектных формах) говорят в основном представители старшего поколения лужичан окрестностей Котбуса, молодое и среднее поколения владеют лишь выученным литературным языком, родным для них является немецкий язык. Процесс ассимиляции в Нижней Лужице достиг такой степени, что можно говорить об угрозе существованию нижнелужицкого языка.
К числу нижнелужицких диалектов относятся: восточнокотбусский, восточнопайцский, восточношпрембергский, западнокотбусский, западнопайцский, западношпрембергский, губинский, шпреевальдский и другие диалекты.
Письменность на основе латиницы была создана в XVI веке. Первую в истории грамматику языка написал в 1650 году лютеранский пастор Ян Хойнан.
Регулятором литературного языка является Нижнелужицкая языковая комиссия, действующая в настоящее время при лужицком культурно-просветительском обществе «Матица сербская».

## О названии
Общее название серболужицких языков — serbšćina, serbski «сербский» — является производным от самоназвания серболужицкого этноса Serbja / Serby «сербы» (в единственном числе мужского рода Serb). С целью различения серболужицких языков уточняется их территориальное положение друг относительно друга: «нижний» (dolnoserbšćina, dolnoserbska rěc «нижнесербский») и «верхний» (hornjoserbšćina, hornjoserbska rěč «верхнесербский»). Варианты названия нижнелужицкого в других языках (с немецкой огласовкой нем. Sorben): англ. Lower Sorbian, нем. Niedersorbisch, фр. le bas-sorabe. В традициях русского языкознания названия серболужицких языков соотносятся с областью расселения лужицких сербов — с регионом Лужица. Подобные варианты названия встречаются и в других языках: англ. Lusitian, нем. Lausitzisch. Известно также распространённое в прошлом название «вендский»: нем. Wendisch, фр. le wende. В настоящее время немецкое название Wendisch «вендский», синонимичное лингвониму «сорбский» Sorbisch, всё чаще используется в целях разделения нижнелужицкого и верхнелужицкого языков. Имея одинаковое самоназвание (serbski), носители нижнелужицкого и верхнелужицкого дифференцируют свои языки при помощи немецкого. Теперь термин Wendisch используется преимущественно в отношении нижнелужицкого языка, а Sorbisch — в основном в отношении верхнелужицкого. Чаще всего именно нижнелужицкие сербы настаивают на употреблении лингвонима Wendisch.
Впервые слово serbski фиксируется в нижнелужицком «Новом Завете» М. Якубицы, относящемся к 1548 году.

## Классификация
Существуют три выдвигавшихся в разное время славистами точки зрения о месте лужицких среди остальных славянских языков. Лужицкие включаются в чешскую подгруппу, сближаются с лехитскими языками или же выделяются в самостоятельную подгруппу западнославянских языков. Первая точка зрения была высказана А. Шлейхером. Вторая — С. Рамултом, была поддержана затем Ф. Лоренцем. Третью точку зрения высказал А. Мука, назвавший лужицкие языки мостом от польского языка к чешскому. К польскому более близок нижнелужицкий, а к чешскому — соответственно верхнелужицкий. Об особенной близости к лехитским языкам впервые упомянул И. А. Бодуэн де Куртенэ, это мнение разделяют В. Ташицкий, З. Штибер, Е. Налепа. В качестве аргументов этой позиции приводятся практически идентичные результаты метатезы плавных в лехитских и лужицких языках, одинаковое развитие групп *TṛT, переход *e > *o, *ṛ’ > *ṛ, *ḷ’ > *ḷ перед твёрдыми зубными согласными, сильная палатализация согласных перед гласными переднего ряда.
З. Штибер называет нижнелужицкий язык по существу лехитским, отмечая при этом следующие черты нижнелужицкого, сближающие его с польским:
- результаты метатезы плавных;
- судьба слоговых плавных согласных;
- оттяжка ударения на первый слог (пенультимативное ударение в польском вторично);
- судьба гласной *o;
- судьба редуцированных гласных;
- сохранение сочетания *xy при изменении *ky > ki, *gy > gi;
- отвердение шипящих согласных š и ž;
- наличие одинаковой системы мягких согласных;
- сохранение долготы гласных только под новым акутом.

По мнению польского лингвиста Е. Налепы, лужицкие языки вместе с лехитскими изначально входили в северо-западную группу славянских языков, и этим объясняется их близость. По мнению исследователя, сходство польского языка в большей степени с нижнелужицким, чем с верхнелужицким, обусловлено тем, что Верхняя Лужица в отличие от Нижней длительное время находилась под чешским влиянием. В настоящее время наиболее широко распространён взгляд на лужицкие языки как на отдельную подгруппу западнославянской группы.
Нижнелужицкий может рассматриваться как самостоятельный западнославянский язык, так и как вариант литературной нормы единого серболужицкого языка. Самостоятельность двух лужицких языков наиболее последовательно отстаивает Г. Шустер-Шевц: в его публикациях утверждается, что нижнелужицкий и верхнелужицкий идиомы являлись разными, хотя и относительно близкими, языками изначально, со времён формирования племенных диалектов; эти языки продолжают оставаться отдельными в современных литературных формах и в настоящее время. Г. Фаска и большинство остальных серболужицких лингвистов признают существование единого серболужицкого языка, образующего непрерывный диалектный континуум с нижнелужицкими, верхнелужицкими и переходными между ними диалектами, представленного двумя литературными языками.
Непосредственно с вопросом единства серболужицкого языкового ареала связан вопрос существования пралужицкого языка. Такие исследователи славянских языков, как, например, З. Штибер, Л. В. Щерба и О. Н. Трубачёв, полагают, что оба лужицких языка существовали независимо друг от друга вплоть до заселения их носителями современного ареала, в котором пранижнелужицкая и праверхнелужицкая диалектные области были разделены полосой болот и лесов. Другие слависты, в частности, А. А. Шахматов, утверждают на основании имеющихся многочисленных инноваций, охватывающих оба лужицких языка, что пралужицкий язык, вероятнее всего, существовал.

## Лингвогеография

### Ареал и численность

Ареал лужицких языков в Германии

На нижнелужицком языке говорят в исторической области Нижней Лужице в восточной части Германии на небольшой территории вокруг города Котбуса. По современному административно-территориальному делению Германии районы расселения носителей нижнелужицкого размещены на юго-востоке федеральной земли Бранденбург.
В соответствии с «Законом о правах лужицких сербов / вендов в Бранденбурге» от 7 июля 1994 года, в область расселения бранденбургских серболужичан, в которой до нашего времени сохраняется преемственность культурной и языковой традиции серболужичан и обеспечиваются права нижнелужицкого языка, входят:
- свободный город Котбус (Cottbus / Chóśebuz);

а также ряд коммун на территории трёх районов:
- район Шпре-Найсе (22 из 30 коммун): Бризен (Briesen / Brjazyna), Бург (Burg / Bórkowy), Диссен-Штризов (Dissen-Striesow / Dešno-Strjažow), Драххаузен (Drachhausen / Hochoza), Дребкау (Drebkau / Drjowk), Дренов (Drehnow / Drjenow), Феликсзе (Felixsee / Feliksowy jazor) — только населённый пункт Блойсдорф (Bloischdorf / Błobošojce), Форст (Forst / Baršć) — только населённый пункт Хорно[нем.] (Horno / Rogow), Гуров (Guhrow / Góry), Хайнерсбрюк (Heinersbrück / Móst), Хорнов-Вадельсдорф (Hornow-Wadelsdorf / Lěšće-Zakrjejc), Йеншвальде (Jänschwalde / Janšojce), Кольквиц (Kolkwitz / Gołkojce), Пайц (Peitz / Picnjo), Шмогров-Феров (Schmogrow-Fehrow / Smogorjow-Prjawoz), Шпремберг (Spremberg / Grodk), Тауэр (Tauer / Turjej), Тайхланд (Teichland / Gatojce), Турнов-Прайлак (Turnow-Preilack / Turnow-Pśiłuk), Вельцов (Welzow / Wjelcej) — только населённый пункт Прошим[нем.] (Proschim / Prožym), Вербен (Werben / Wjerbno) и Визенгрунд (Wiesengrund / Łukojce) — только населённый пункт Маттендорф (Mattendorf / Matyjojce);
- район Даме-Шпревальд (3 из 37 коммун): Билегуре-Билен (Byhleguhre-Byhlen / Běła Góra-Bělin), Ной-Цаухе (Neu Zauche / Nowa Niwa) и Штраупиц (Straupitz / Tšupc);
- район Верхний Шпревальд-Лаузиц (2 из 25 коммун): Люббенау (Lübbenau / Lubnjow) и Фечау (Vetschau / Wětošow).

Общее число носителей нижнелужицкого языка оценивается согласно разным источникам в 6,4—8 тысяч человек, в основном это люди пожилого возраста. Вероятно, что число носителей, активно использующих язык, ещё меньше. По данным издания Ethnologue, на 2007 год число говорящих составило 6 860 человек. По данным исследований Серболужицкого института, проведённых в 2009 году, число носителей языка в Нижней Лужице составляет около 6 400—7 000 человек. В издании «Языки мира. Славянские языки» 2005 года отмечается, что численность владеющих нижнелужицким языком составляет не более 8 тысяч человек, из них лишь для трёх тысяч (преимущественно лиц старше 70 лет) он является в диалектной форме родным.

### Социолингвистические сведения
Как часть серболужицкого языкового ареала, нижнелужицкий официально признан в Германии языком автохтонного меньшинства и пользуется правом на государственную поддержку. Права лужицких сербов на использование родного языка и развитие своей культуры зафиксированы в 35-й статье и 14-й отметке Договора об объединении Германии, и дополнительно в отношении нижнелужицкого в конституции и «Законе о правах лужицких сербов» федеральной земли Бранденбург.
В § 8 «Закона о правах лужицких сербов / вендов в Бранденбурге» от 7 июля 1994 года о языке серболужичан говорится:

(1) Земля признаёт лужицкие языки, в частности, нижнелужицкий, как проявление своего духовного и культурного богатства и приветствует его употребление. Его употребление свободно. Его устное и письменное использование в общественной жизни будет охраняться и поощряться.

(2) В области исконного проживания каждая жительница и каждый житель имеют право использовать нижнелужицкий язык в органах власти земли, в объединениях, подлежащих её контролю, учреждениях и фондах публичного права, а также в администрациях общин и союзах общин. Реализация ею или им этого права имеет те же последствия, что и при пользовании немецким языком. Ответы на обращения, поданные на нижнелужицком языке, и решения по ним могут быть даны на нижнелужицком языке. Жительница или житель не должны нести в связи с этим затрат или иных убытков.
Оригинальный текст (нем.)(1) Das Land erkennt die sorbischen/wendischen Sprachen, insbesondere das Niedersorbische, als Ausdruck des geistigen und kulturellen Reichtums des Landes an und ermutigt zu ihrem Gebrauch. Ihr Gebrauch ist frei. Ihre Anwendung in Wort und Schrift im öffentlichen Leben wird geschützt und gefördert.

(2) Im angestammten Siedlungsgebiet hat jede Einwohnerin und jeder Einwohner das Recht, sich bei Behörden des Landes, den seiner Aufsicht unterstehenden Körperschaften, Anstalten und Stiftungen des öffentlichen Rechts sowie vor Verwaltungen der Gemeinden und Gemeindeverbände der niedersorbischen Sprache zu bedienen. Macht sie oder er von diesem Recht Gebrauch, hat dies dieselben Wirkungen, als würde sie oder er sich der deutschen Sprache bedienen. In niedersorbischer Sprache vorgetragene Anliegen können in niedersorbischer Sprache beantwortet und entschieden werden. Kostenbelastungen oder sonstige Nachteile dürfen der Einwohnerin oder dem Einwohner hieraus nicht entstehen.

Закон декларирует свободное использование нижнелужицкого языка наравне с немецким, гарантирует поддержку властями Бранденбурга научных исследований в области нижнелужицкого языка, гарантирует детям, проживающим в области расселения серболужичан, право изучать родной язык в дошкольных и школьных учебных учреждениях. Согласно закону власти обеспечивают подготовку и повышение квалификации преподавателей нижнелужицкого языка, устанавливают двуязычные вывески на зданиях административных и общественных учреждений и организаций, на указателях улиц, дорог, площадей, мостов и населённых пунктов, поддерживают средства массовой информации, издаваемые на нижнелужицком.
Языковая ситуация в области распространения нижнелужицкого языка во многом сходна с ситуацией в верхнелужицком языковом ареале: её характеризует исторически сложившаяся тенденция усиления взаимодействия и расширения контактов представителей серболужицкого и немецкого населения Лужицы. В результате межъязыковых контактов двух народов на серболужицкой языковой территории у серболужичан уже к началу XX века сложилось двуязычие. В ситуации полного немецко-серболужицкого двуязычия на протяжении XX века серболужицкий язык постепенно вытеснялся немецким, происходил переход к немецкому одноязычию, и результаты этого процесса наиболее ощутимы в Нижней Лужице со смешанным немецко-серболужицким населением. В условиях господства немецкого языка во всех сферах коммуникации нижнелужицкий язык практически перестал передаваться от старшего поколения к младшему.
Если в католических районах Верхней Лужицы на серболужицком языке говорят представители всех поколений серболужичан и, кроме того, серболужицким владеет (пассивно, или даже активно) немецкое население, то в Нижней Лужице и в протестантских районах Верхней Лужицы носители серболужицкого составляют меньшинство, а основным средством общения является немецкий язык, государственный язык Германии, и немцы серболужицким не владеют. Старшее и среднее поколение серболужичан в этих районах свободно говорят как по-серболужицки, так и по-немецки (без серболужицкого акцента). В серболужицком языке немецкое влияние проявляется на всех уровнях языковой системы. Молодое поколение серболужицким языком не владеет вообще или владеет в незначительной степени, в том числе пассивно. Знакомство с прессой у серболужичан Нижней Лужицы ограничено, серболужицкая литература практически неизвестна, на работе используется немецкий или попеременно немецкий и нижнелужицкий, немногие могут читать по-нижнелужицки, церковная служба не ведётся длительное время. Основные носители нижнелужицкого — сельские жители, которые владеют языком преимущественно в диалектной форме. Литературный язык используют немногочисленные представители городской или сельской интеллигенции, выучившие язык в школе. Отмечается всё увеличивающаяся интерференция немецкого языка в нижнелужицком.
Основная сфера применения нижнелужицкого языка в настоящее время — повседневное общение в семье, с друзьями и знакомыми, на семейных праздниках, иногда (наряду с немецким) в рабочей обстановке, при официальных и деловых контактах (в основном во время мероприятий серболужицких организаций), в церкви. Во всех прочих сферах коммуникации серболужичане используют немецкий язык, которым владеют на всех стилевых уровнях (как литературным языком, так и нередко местными диалектами).
В школе у меня не было лужицкого, но у меня есть лужицкие предки со стороны отца, так, значит, я из Шпреевальда, там со мной бабушка с дедушкой говорили на лужицком, но я воспринимал язык только пассивно. Я хотел лучше изучить свои языковые корни с этой стороны.
Эти типичные вещи, которые важны для крестьянской жизни, возможно, я лучше расскажу на нижнелужицком, потому что я узнал их на этом языке. Но об экологии или математике, наверное, всё же проще говорить на немецком.
Нижнелужицкий язык существует в нескольких формах: как письменная форма литературного языка, как устная форма литературного языка, как разговорная надрегиональная форма, близкая диалектам, употребляемая также и в частной переписке, и как местные диалекты. На литературном языке говорят в основном представители серболужицкой интеллигенции, большая часть остальных носителей нижнелужицкого владеет языком в диалектной форме. В силу исторических причин литературная норма не выполняет объединяющей роли для нижнелужицких диалектов. Она никогда не обладала официальным статусом, редко использовалась в образовании, применялась всегда ограниченно, кроме того, литературная норма имеет консервативный характер, она достаточно сильно разошлась с диалектами из-за пуристических тенденций и стремления к реславянизации в прошлом, а также под воздействием верхнелужицкого языка. Повышение престижа литературного языка в послевоенный период в результате расширения сфер его употребления не оказало значительного влияния на изменение языковой ситуации. Основная часть владеющих литературным языком живёт в Котбусе — культурном центре Нижней Лужицы, при этом часть нижнелужицкой интеллигенции владеет также верхнелужицким. Активное использование литературной нормы (письменной и устной) в Котбусе поддерживается за счёт её функционирования в серболужицких политических, научных и культурных организациях города, в средствах массовой информации — официальные выступления, издание научных работ, газет, журналов, выпуск радио- и телепередач. Литературным языком в устной и письменной формах владеет интеллигенция всех поколений. Нередко молодое поколение учит нижнелужицкий язык в литературной форме как второй язык (немецкий при этом является их родным языком). Развитие разговорного языка обусловлено необходимостью неофициального общения представителей разнодиалектных регионов, он представляет собой устный язык спонтанного характера с разным числом диалектных элементов. Основное средство общения в сельской местности — диалекты, ими владеет главным образом старшее поколение лужичан. Диалекты испытывают сильное влияние немецкого языка, поскольку они являются средством исключительно устного общения, не имеют строгих норм и всегда функционируют наряду с более престижным и стилистически развитым немецким языком. Диалекты сравнительно быстро исчезают, в частности, в восточных районах Нижней Лужицы поскольку молодому поколению серболужичан диалекты не передаются.

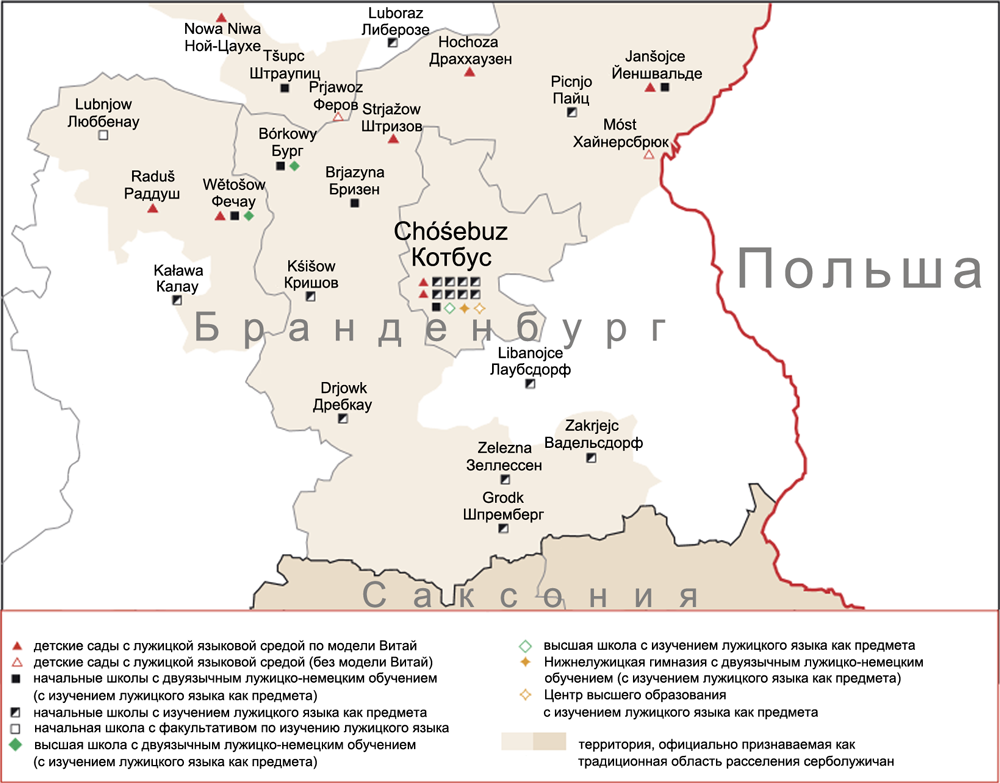
Обучение на серболужицком языке (дошкольное и школьное) или изучение серболужицкого языка как предмета в школах разного уровня в Бранденбурге (по данным на 2012/2013 учебный год)

В целях ревитализации нижнелужицкого в некоторых детских садах Лужицы введена программа «Витай». Основным методом реализации этой программы является постоянное погружение детей в серболужицкую языковую среду. Школьное обучение на нижнелужицком языке отсутствует, в некоторых школах введено смешанное немецко-серболужицкое обучение, чаще нижнелужицкий преподаётся в школах только как предмет.
Это два разных домена – мы говорим на нижнелужицком (Niedersorbisch), и есть одна сотрудница, ей 63 года, с ней мы говорим по-немецки, на улице по-немецки, в деревнях, со старыми людьми – на лужицком (Sorbisch), с людьми, которых ты знаешь из организаций – с ними тоже на лужицком (Sorbisch).
В настоящее время многие исследователи отмечают, что нижнелужицкий язык находится на грани исчезновения, о чём свидетельствуют демографические данные, согласно которым, большинство активных носителей нижнелужицкого — люди старшего поколения. Тенденция к сокращению численности говорящих по-нижнелужицки остаётся неизменной. В частности, ЮНЕСКО включило оба серболужицких языка в «Атлас исчезающих языков».
Нижнелужицкий язык зачастую воспринимается как язык, «уполномоченный» звучать в пределах специальных лужицких институций (Серболужицкий дом и музей в Котбусе, печатные и электронные серболужицкие СМИ, школы, языковой центр Witaj, церковь). Он всё реже выполняет функцию разговорного, бытового, неофициального языка повседневного общения. При этом сами серболужичане, живущие в Нижней Лужице, считают перспективу сохранения нижнелужицкого языка маловероятной.
Среди местного населения Лужицы, чаще всего среди немцев, распространено мнение о том, что серболужицкий язык и культура сохраняются только благодаря масштабной финансовой поддержке. Например, родители отдают своих детей в двуязычные детские сады и школы, которые, как правило, лучше обустроены или предлагают более широкий спектр возможностей, чем немецкие.
В целом серболужичане отмечают, что различия нижнелужицкого и верхнелужицкого языков затрудняют общение между их носителями, тем не менее идея создания единого серболужицкого языка на современном этапе объявляется искусственной. Объективной причиной, препятствующей единству серболужицкого этноса и созданию единого языка, считается административно-территориальная разобщённость Нижней и Верхней Лужиц. Вопросы развития серболужицкого языка и культуры находятся в ведении властей Бранденбурга и Саксонии, которые ориентируются только лишь на серболужичан своей территории. В частности, в «Законе о правах лужицких сербов / вендов в Бранденбурге» подчёркивается, что речь идёт о «серболужицком языке, и в особенности нижнелужицком». Ориентируются прежде всего на свою область и серболужицкие средства массовой информации. Сами серболужичане считают факт существования двух литературных форм серболужицкого языка естественным и объективным. Каждый из языков представляется культурным богатством, которое сумели сохранить представители небольшого славянского народа. Именно поэтому серболужичане полагают, что необходимо поддерживать оба языка. Часто в создании и проведении проектов по исследованию и популяризации нижнелужицкого языка принимают участие активисты из числа верхнелужицких сербов.

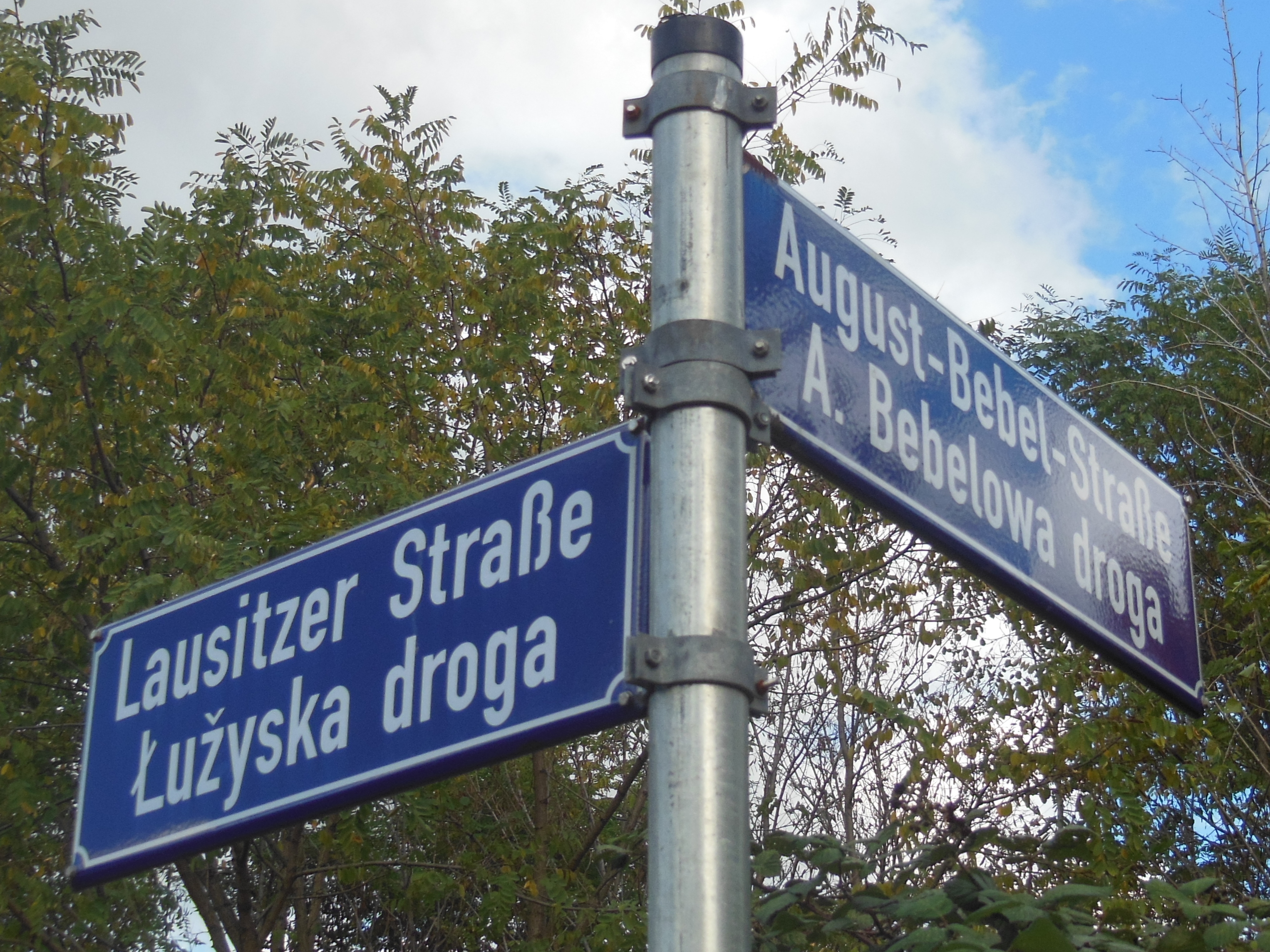
Двуязычные указатели улиц в Котбусе
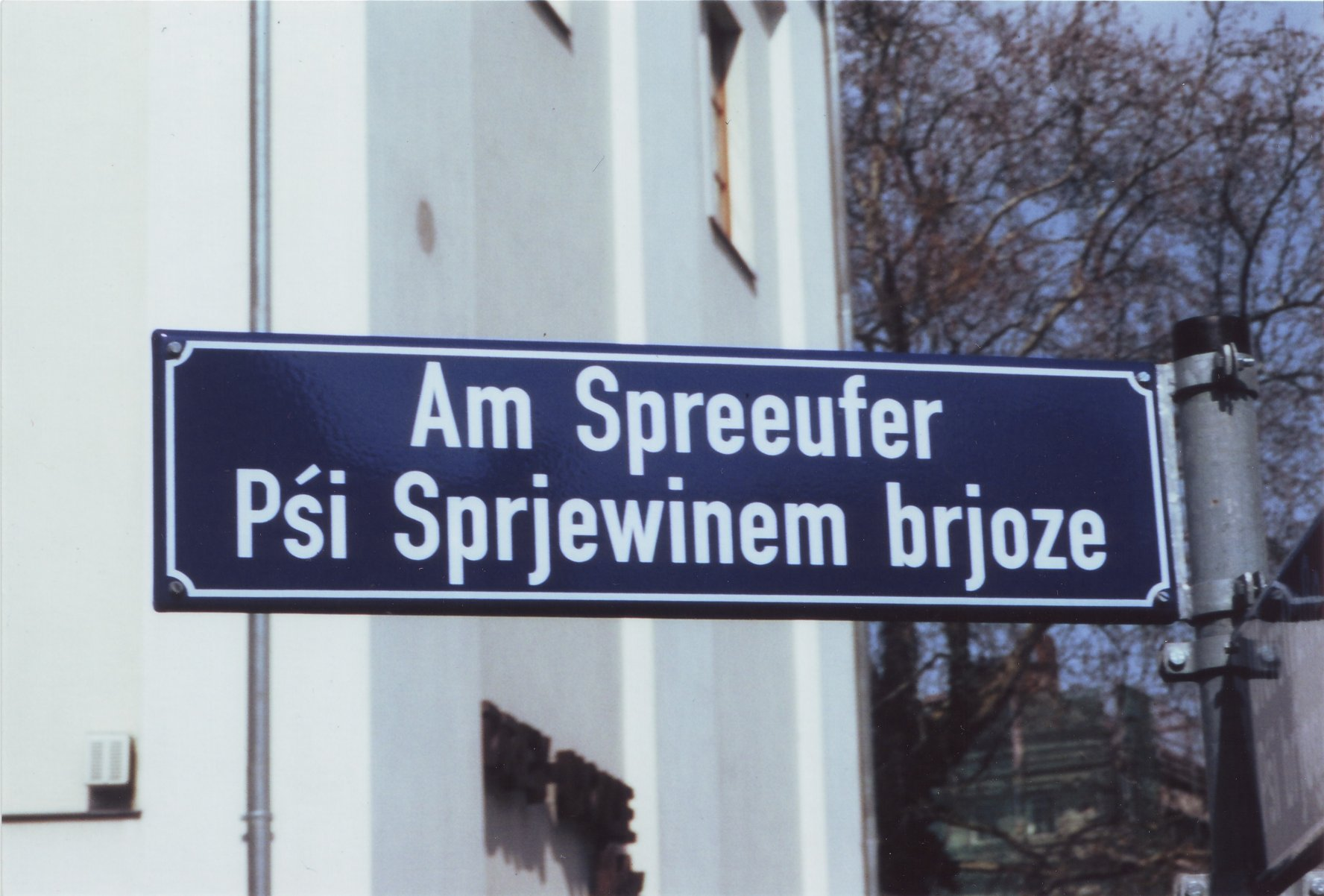
Двуязычный указатель набережной в Котбусе
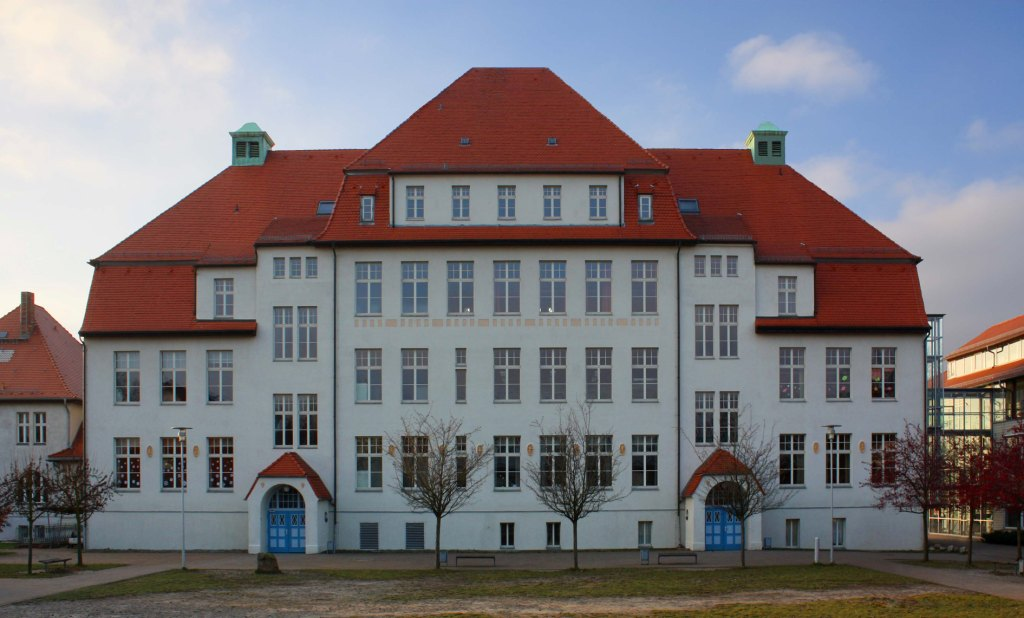
Здание Нижнелужицкой гимназии в Котбусе
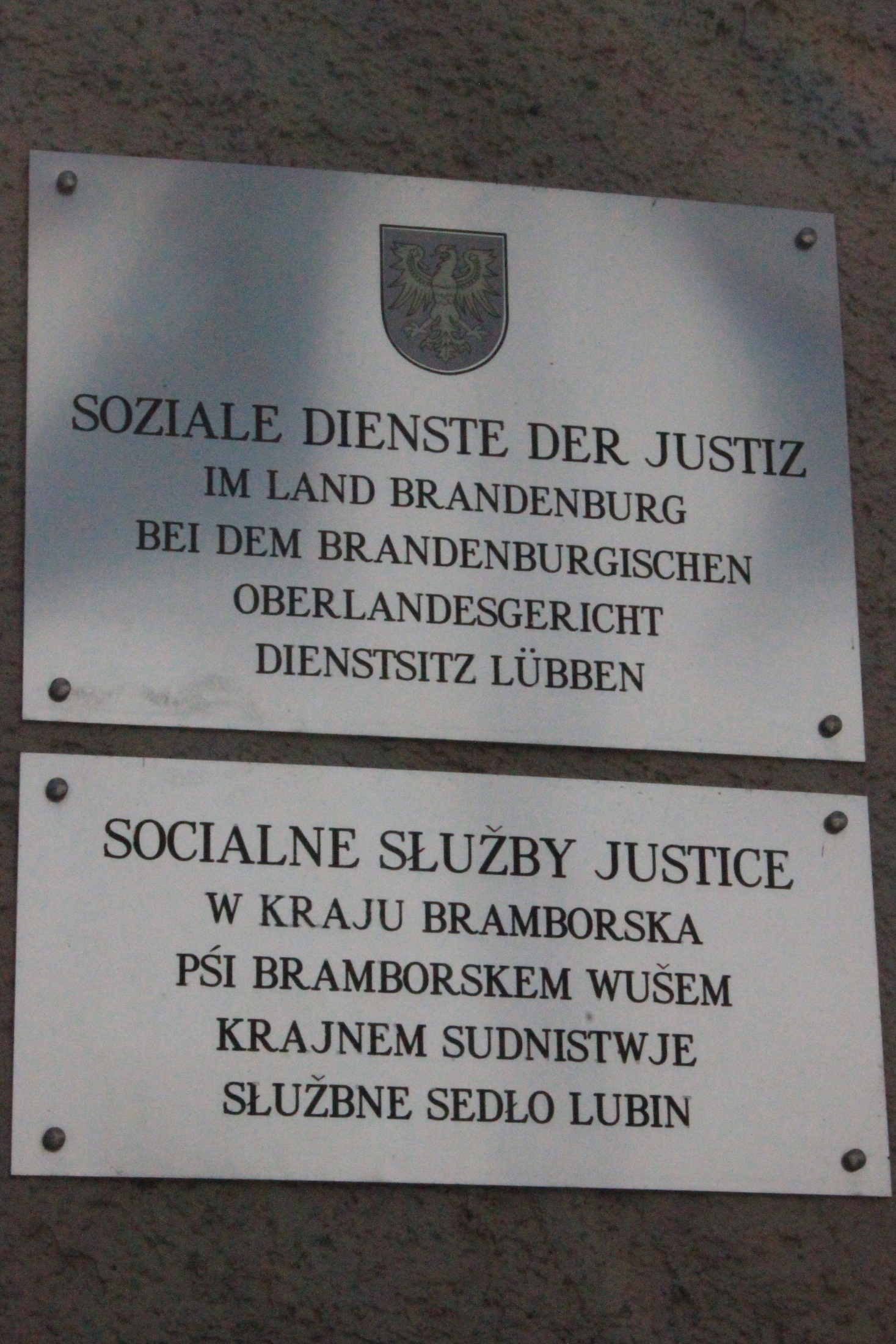
Двуязычная вывеска на административном учреждении в Люббене
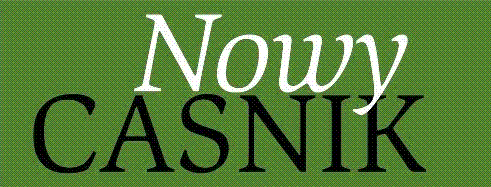
Оформление названия газеты, издаваемой на нижнелужицком языке, Nowy Casnik

### Диалекты

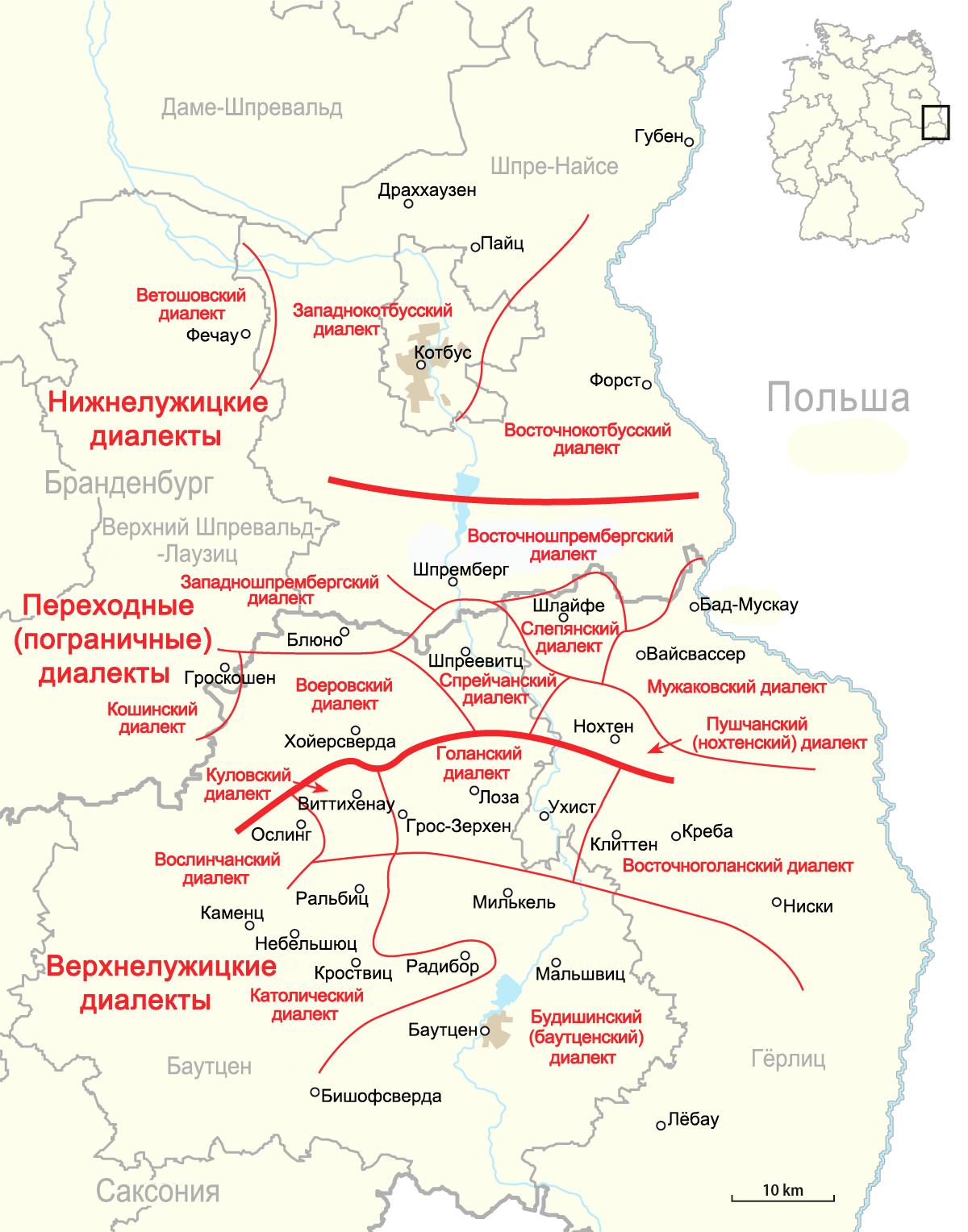
Лужицкие диалекты

Согласно классификации лужицких диалектов, составленной А. Мукой, в нижнелужицкий ареал включают следующие диалекты:
- восточнокотбусский диалект;
- восточнопайцский диалект;
- восточношпрембергский диалект;
- западнокотбусский диалект;
- западнопайцский диалект;
- западношпрембергский диалект;
- губинский диалект;
- жаровский диалект;
- бесков-шторковский диалект;
- шпреевальдский диалект.

Согласно диалектологической карте лужицких диалектов, представленной в книге Г. Шустера-Шевца, нижнелужицкий диалектный ареал включает три диалекта:
- ветошовский диалект (н.-луж. wětošojska narěc, нем. Vetschauer Dialekt);
- восточнокотбусский диалект (н.-луж. pódwjacorna chóśebuska narěc, нем. Westlicher Cottbuser Dialekt);
- западнокотбусский диалект (н.-луж. pódzajtšna chóśebuska narěc, нем. Östlicher Cottbuser Dialekt).

## Письменность
Современный нижнелужицкий алфавит включает 36 букв:
| №  | Буква | Название | Звучание (МФА) |
| -- | ----- | -------- | -------------- |
| 1  | A a   | a        | [ a ]          |
| 2  | B b   | bej      | [ b ]          |
| 3  | C c   | cej      | [ t͡s ]         |
| 4  | Č č   | čej      | [ t͡ʃ ]         |
| 5  | Ć ć   | ćej      | [ t͡ɕ ]         |
| 6  | D d   | dej      | [ d ]          |
| 7  | Dź dź | dźej     | [ d͡ʑ ]         |
| 8  | E e   | e        | [ ɛ ]          |
| 9  | Ě ě   | ět       | [ ɪ / e ]      |
| 10 | F f   | ef       | [ f ]          |
| 11 | G g   | gej      | [ g ]          |
| 12 | H h   | ha       | [ ɦ ]          |
| 13 | Ch ch | cha      | [ x ]          |
| 14 | I i   | i        | [ i ]          |
| 15 | J j   | jot      | [ j ]          |
| 16 | K k   | ka       | [ k ]          |
| 17 | Ł ł   | eł       | [ u̯ ]          |
| 18 | L l   | el       | [ l ]          |

| №  | Буква | Название | Звучание (МФА) |
| -- | ----- | -------- | -------------- |
| 19 | M m   | em       | [ m ]          |
| 20 | N n   | en       | [ n ]          |
| 21 | Ń ń   | eń       | [ ɲ ]          |
| 22 | O o   | o        | [ ɔ ]          |
| 23 | Ó ó   | ót       | [ ɛ / ɨ / ʊ ]  |
| 24 | P p   | pej      | [ p ]          |
| 25 | R r   | er       | [ r ]          |
| 26 | Ŕ ŕ   | eŕ       | [ rʲ ]         |
| 27 | S s   | es       | [ s ]          |
| 28 | Š š   | eš       | [ ʃ ]          |
| 29 | Ś ś   | śej      | [ ɕ ]          |
| 30 | T t   | tej      | [ t ]          |
| 31 | U u   | u        | [ u ]          |
| 32 | W w   | wej      | [ u̯ ]          |
| 33 | Y y   | y        | [ ɨ ]          |
| 34 | Z z   | zet      | [ z ]          |
| 35 | Ž ž   | žet      | [ ʒ ]          |
| 36 | Ź ź   | źej      | [ ʑ ]          |

Буквы Qq, Vv, Xx используются только в иностранных именах собственных.
Для передачи ряда звуков нижнелужицкого языка используются буквы с диакритикой (ŕ, ź, ś, ž, š, ě) и диграфы (dź и ch).
Мягкость согласных не отображается на письме, если за ними следуют буквы ě и i, перед всеми остальными гласными мягкость обозначается при помощи буквы j (mjod «мёд», pjas «собака»), в остальных положениях — знаком акута (´).
Графема ó была в 1952 году исключена из нижнелужицкого алфавита, однако в 2007 году возвращена назад.

## История языка

### Дописьменный период

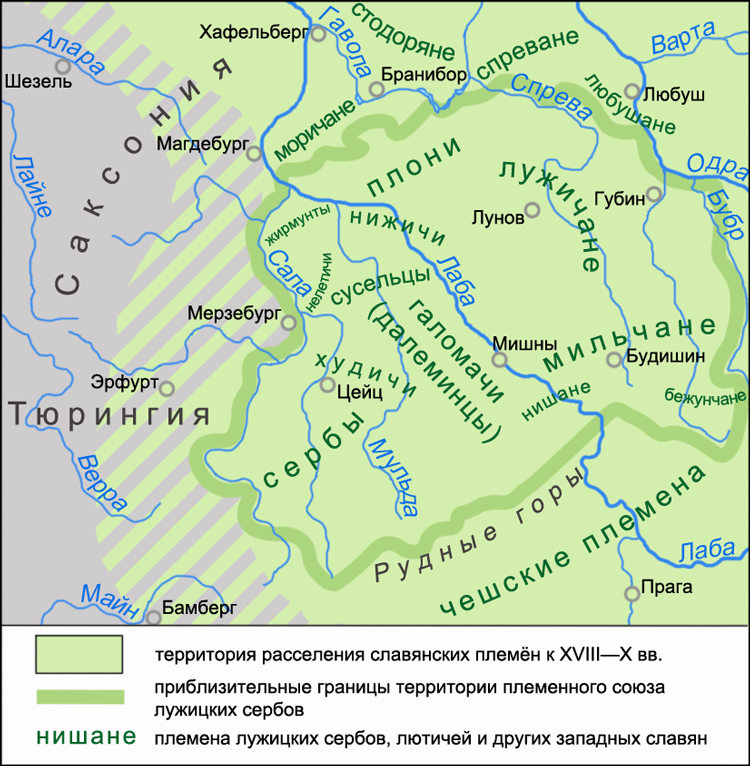
Племена лужицких сербов в VIII—X веках

Современные нижнелужицкие диалекты формировались на основе праславянских диалектов, носители которых к VI—VII векам заняли обширные территории на западной периферии славянского языкового ареала — в среднем течении Эльбы от Одера на востоке до Заале на западе. Раннее начало экспансии немецкого языка привело к тому, что на значительной части древнелужицкого ареала славянские диалекты подверглись ассимиляции. До настоящего времени сохранилась лишь небольшая часть области распространения древних серболужицких диалектов — на территории расселения племени лужичан — нижнелужицкие диалекты и на территории расселения племени мильчан — верхнелужицкие диалекты.
У серболужичан никогда не было собственной государственности. Длительное время союз племён лужицких сербов противостоял германской агрессии и даже, переходил в наступление, вторгаясь в земли франков и разоряя их. Тем не менее, в X веке серболужицкий союз племён был окончательно разгромлен, а славянское население оказалось под властью германцев. С конца X века на протяжении целого тысячелетия серболужицкий языковой ареал находится в пределах тех или иных немецкоязычных государств или различных их административно-территориальных единиц. Это обстоятельство послужило главной причиной постепенной германизации серболужицкого населения. Германизация проявлялась в Лужице в разное время с разной степенью интенсивности, имела временами как естественный, так и насильственный характер. Её результатом стало сужение сферы употребления серболужицких диалектов до использования преимущественно в устном бытовом общении, постепенное вытеснение серболужицкого немецким языком из городов в сельскую местность, сокращение серболужицкого ареала вплоть до почти его полного исчезновения к настоящему времени.
В XIII—XV веках значительные изменения на этноязыковой карте серболужицкой территории были обусловлены периодом внутренней колонизации. Немецкие колонисты создавали новые поселения, серболужичане оказывались в меньшинстве среди численно преобладавшего немецкоязычного населения и постепенно утрачивали родной язык, усваивая немецкий. Серболужицкий языковой ареал существенно сокращался, многие славянские территории, включая целый ряд периферийных районов Нижней Лужицы, становились немецкоязычными. На немецком языке говорило городское население, на лужицких диалектах общение происходило преимущественно в сёлах. В то же время рост населения и образование новых поселений, особенно в XIII веке, привели к образованию компактной языковой области серболужичан в пределах современных Нижней и Верхней Лужиц.
До XVI века сельское население Нижней Лужицы было практически полностью серболужицким, только после Реформации стало отмечаться постепенное уменьшение численности лужицких сербов и рост численности немцев. Немецко-серболужицкое двуязычие распространялось в отдельных районах, городах и сёлах Нижней Лужицы по-разному. Процесс шёл быстрее в периферийных областях, медленнее — в окрестностях Котбуса. Кроме того, быстро германизировалось серболужицкое население в городах, несколько медленнее — на городских окраинах, ещё медленнее — в сёлах. До конца XVIII века серболужицкие диалекты были основным средством общения крестьянского населения, немецкий являлся в сёлах лишь вторым языком. До середины XVI века функции серболужицких диалектов ограничивались устным общением в основном внутри семьи, ограниченно они применялись в суде (для дачи показаний, но их запись при этом производилась на немецком), в церковной практике (при устном переводе с немецкого на серболужицкий) и при обращении властей к населению.

### Письменный период
Первые памятники нижнелужицкой письменности появились к XVI веку, в эпоху Реформации. У реформированной церкви возникла необходимость перевести богослужебные книги на язык, понятный прихожанам. Первые переводы создавались в различных серболужицких регионах для нужд местной церкви на местных серболужицких диалектах. По причине господства немецкого языка во всех сферах городской жизни, общей неграмотности сельского населения в Лужицах и диалектной разобщённости (переводы на том или ином серболужицком диалекте не принимались авторами, писавшими на других диалектах) эти тексты не получили широкого распространения. Различия в исторических условиях развития разных диалектов серболужицкого языка, в экономическом и политическом значении той или иной серболужицкой области, в отношении к серболужицкому языку властей разных немецких феодальных административных единиц, отсутствие единого культурного центра лужицких сербов, единой светской и церковной власти, единой системы школьного образования, преобладание в городах немецкого населения и другие причины препятствовали серболужицкой этноязыковой интеграции. В результате, в условиях отсутствия надрегиональных языковых форм в долитературный период (с XVI века до второй половины XVII века), церковная письменность стала развиваться независимо в Нижней и Верхней Лужицах. Особенностью развития нижнелужицкой письменности было появление первых серболужицких текстов не в центре Нижней Лужицы, а на её окраинах. Переводы, создаваемые на севере Нижней Лужицы, продолжали появляться и после перерыва, вызванного Тридцатилетней войной, в 1650—1660 годы. Но по приказу курфюрста Бранденбурга все книги и рукописи на нижнелужицком были либо конфискованы, либо уничтожены. Было запрещено богослужение на серболужицком. Тем самым формирующийся на севере Нижней Лужицы культурный центр серболужичан перестал существовать, предпосылки зарождения нижнелужицкого литературного языка в северных районах Нижней Лужицы были ликвидированы.
В последние десятилетия XVII века наступил новый этап развития нижнелужицкой письменности и формировании нижнелужицкого литературного языка, связанный с формированием в нижнелужицкой области культурного центра в округе Котбус (немецкое население округа составляло всего лишь 10-15 % общей численности населения). Серболужицкий язык являлся главным средством устного общения в округе (прежде всего для сельского населения), он уже использовался как язык литургии, а в XVIII веке стал применяться в преподавании в деревенских школах. В конце XVII века и на протяжении всего XVIII века в Котбусе и его окрестностях благодаря деятельности местных священников, как серболужичан, так и немцев, создаются переводы церковных текстов на нижнелужицкий. Постепенно диалект Котбуса становится образцовым для остальных нижнелужицких регионов. В то же время политика в отношении серболужицкого языка в этот период в разных регионах Нижней Лужицы была неодинаковой: если в окрестностях Котбуса язык серболужичан не подвергался преследованиям, то на остальной части территории маркграфства Нижняя Лужица последовательно проводилась политика его искоренения.

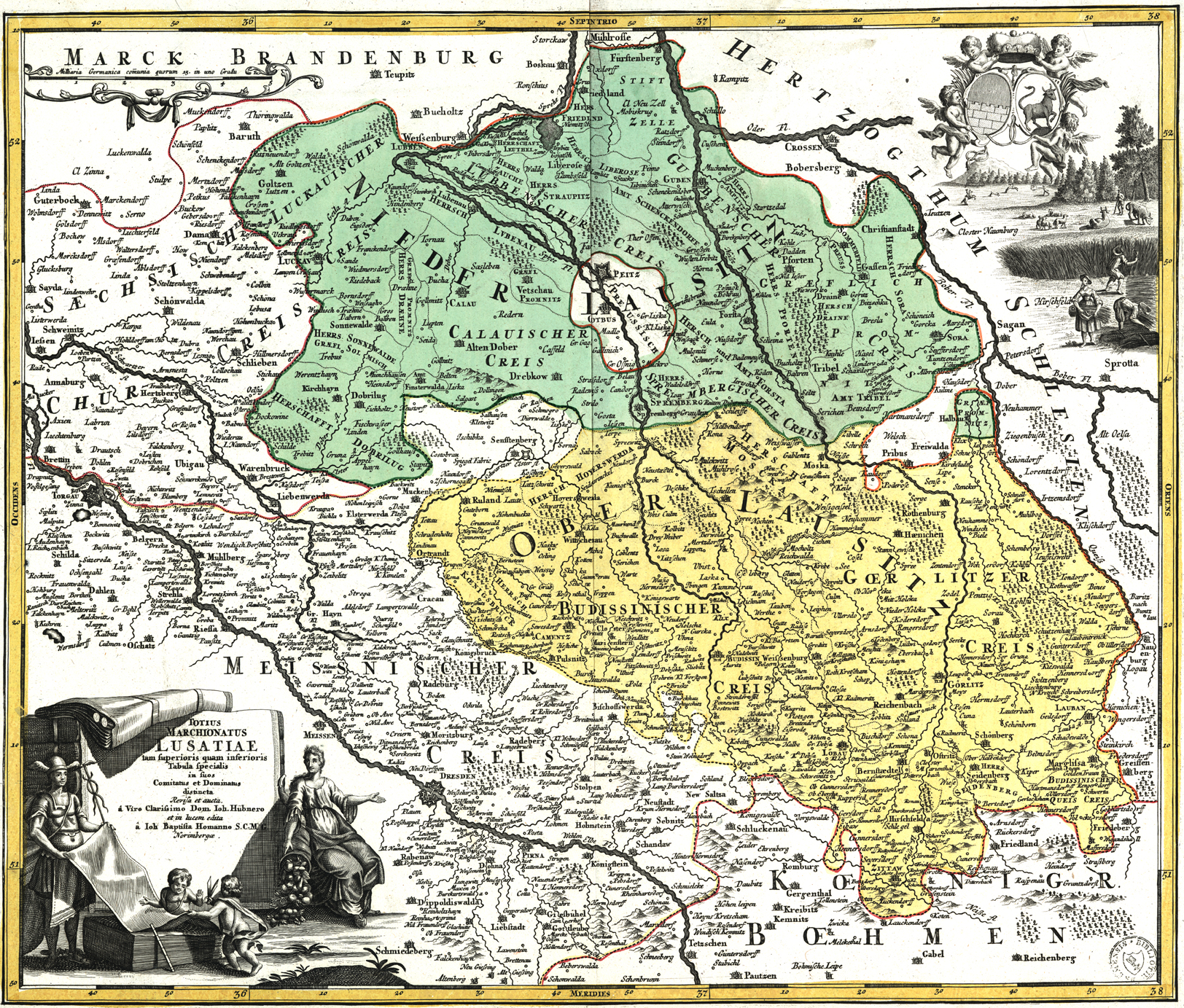
Карта Нижней и Верхней Лужиц в XVIII веке

Началом формирования нижнелужицкой литературной нормы принято считать издание по инициативе священника Г. Фабрициуса переводов катехизиса Мартина Лютера (1706) и Нового Завета (1709). Основой этих переводов стал кочебузский (котбусский) диалект. В 1796 году Я. Б. Фрицо перевел на него и Ветхий Завет. Попытки создания письменности в Котбусском регионе предпринимались и в XVII веке, в частности, Я. Хойнаном, автором рукописной грамматики. Но по приказу властей многие серболужицкие рукописи были уничтожены, как и в других районах Нижней Лужицы, не только в бранденбургских, но и в саксонских. Часть из сохранившихся ранних текстов была опубликована в XIX—XX веках. Благодаря переизданиям Нового Завета Я. Фабрициуса, кочебузский диалект, названный автором перевода наиболее пригодным для функций литературного языка («самый изящный и точный»), получил распространение на остальной территории Нижней Лужицы.
На первом этапе существования письменного нижнелужицкого языка его лексика была представлена в основном церковной терминологией (при отсутствии светской литературы), в нижнелужицком отмечались многочисленные немецкие заимствования и кальки с немецкого языка, гибридные формы в словообразовании, включающие немецкие и серболужицкие морфемы, отсутствовало влияние других славянских языков, были характерны нестабильность орфографии и фиксации отдельных форм и явлений.
С 1815 года по решению Венского конгресса Нижняя Лужица вошла в правительственный округ Франкфурт прусской провинции Бранденбург. Политическая ситуация сложилась для нижнелужичан менее благоприятной, чем для верхнелужичан, поскольку прусские власти являлись сторонниками ассимиляции славянских народов в отличие от властей Саксонии, в пределах которой оказалась Верхняя Лужица.
Основной сферой использования нижнелужицкого письменного языка в XIX веке была церковная жизнь серболужицкой общины, отчасти школьное обучение и домашний быт, активно нижнелужицкий литературный язык использовался лишь небольшой частью местной интеллигенции. Ограниченная сфера использования, отсутствие применения в светской письменности, равно как и неграмотность большей части серболужицкого населения, привели к постепенному расхождению письменного языка и устной народной речи. Это происходило также и потому, что серболужичане часто (вне семейного общения и церкви) пользовались немецким языком.
Изменения языковой ситуации в Лужице отмечалось в период национального возрождения, начавшегося с середины XIX века. Формирующееся народное движение поставило своей целью сохранение серболужицкой народности, широкое распространение серболужицкого языка, его развитие, совершенствование, придание ему равных прав с немецким. Серболужичане создают различного рода культурные и научные общества, включая Матицу, издают газеты и книги на родном языке, содействуют развитию народного просвещения. С одной стороны, благодаря подъёму национального движения и общественной активности серболужичан укрепляется престиж и расширяются сферы использования языка серболужичан, с другой стороны, в условиях германизации, когда серболужичане были вынуждены учить немецкий язык (в школе, в армии, в церковных общинах протестантов), очень быстро распространялось двуязычие и начиналось постепенное сокращение числа носителей серболужицого языка, прежде всего в протестантских районах Нижней и Верхней Лужиц (более сплочённое серболужицкое общество католического вероисповедания устойчиво сохраняло родной язык).
При этом в отличие от сравнительно активно развивавшегося верхнелужицкого языка нижнелужицкий литературный продолжал оставаться в основном языком церковной литературы. Светскую литературу составляли преимущественно переводы произведений верхнелужицких авторов, появившиеся с 1860-х годов. Политика прусских властей по отношению к национальным меньшинствам привела к тому, что книгоиздательство в Нижней Лужице практически перестало развиваться, употребление нижнелужицкого языка в церковной жизни было ограничено, а с 1840-х годов он был запрещён в серболужицких школах. Отсутствие у серболужичан единой административной и церковной власти, отсутствие единой системы школьного образования, диалектные различия, сложившиеся в раннюю эпоху и прочие факторы, не способствовали процессу объединения нижнелужицкой и верхнелужицкой литературных норм. Поэтому уже в XIX веке многие деятели серболужицкого национального движения понимали, что объединение двух языков вряд ли возможно.
В 1937—1945 годах серболужицкий язык находился в Германии под запретом, были закрыты все серболужицкие организации, в том числе и их издательства и типографии, подвергались преследованию представители серболужицкой интеллигенции. Предпринимались попытки к полному вытеснению серболужицкого языка немецким, даже в домашнем общении. Сильнее всего запрет сказался в протестантских районах серболужицкой территории, в том числе и в Нижней Лужице, которая полностью является протестантской.
После Второй мировой войны произошло очередное усиление позиций немецкого языка в результате переселения в лужицкие земли немцев с восточных территорий — из Польши, Чехии и других стран. В составе ГДР серболужичане не получили автономии, более того, область их расселения оказалась в разных административных единицах нового государства. В то же время языки серболужичан были признаны равноправными с немецким, они активнее стали использоваться в общественной жизни и даже ограниченно в деятельности администрации. Серболужичанам была предоставлена культурная автономия, созданы школы с обучением на серболужицком, педагогический институт, театр, фольклорные коллективы, организован фестиваль народной культуры, расширилась издательская деятельность. Несмотря на это численность носителей серболужицкого языка продолжала снижаться как во времена ГДР, так и впоследствии в объединённой Германии. Серболужичане переходили и продолжают переходить на немецкий язык в ситуации абсолютного доминирования этого языка в средствах массовой информации, в общественной жизни, в образовании, немецкий становится основным языком в результате трудовой миграции, развития индустрии, появления смешанных браков. В этих условиях сформировались, в том числе и в Нижней Лужице, сёла со смешанным серболужицко-немецким населением. Во многих районах Нижней Лужицы при этом серболужицкий язык к настоящему времени исчез или находится на грани исчезновения.
С 1992 года на нижнелужицком языке выходит ежемесячная телевизионная программа Łužyca. В 1992—2003 годах её выпускала общественная телерадиокомпания земли Бранденбург ORB, а с 2003 — RBB. Также студия RBB в Котбусе производит ряд радиопрограмм на нижнелужицком языке.

### Историческая фонетика
Так же, как в польском и чешском языках, оба праславянских редуцированных звука перешли в сильной позиции в лужицких языках в e. Гласные полного образования, находившиеся в слоге перед редуцированным в слабой позиции, после падения редуцированных удлинялись. С течением времени противопоставление гласных по долготе-краткости утратилось, а ударение закрепилось на первом слоге (ударение в праславянском языке было свободным).
Носовые гласные в лужицких исчезли во второй половине XII века, по мнению Е. Налепы, под чешским влиянием.
Аффриката ʒ, как и в большинстве других славянских языков, упростилась в z: mjeza (пол. miedza) («межа»).
Так же, как в польском и первоначально кашубском, в лужицких языках мягкие зубные ť и ď перешли в аффрикаты ć и dź соответственно. Фонологизация результатов этого перехода осуществилась уже в XIII веке. Позднее в нижнелужицком эти аффрикаты утратили затвор: ć > ś, dź > ź за исключением положения после зубных спирантов: rjeśaz «цепь», daś «дать», kosć «кость», źiwy «дикий», měź «медь», pozdźej «позже» (при в.-луж. rjećaz, dać, kosć, dźiwi, mjedź, pozdźe). Это изменение осуществилось в середине XVI века в западных диалектах и спустя 100 лет в восточных, не затронув переходные центральные, а также мужаковский и слепянский диалекты.
Мягкие c’, z’, s’ в лужицких языках отвердели. Если после них находился звук i, то он переходил в y: ducy «идущий», syła «сила», zyma «зима» (при чеш. jdoucí, síla, zima). Данное изменение произошло, предположительно, в начале XV века. Аналогичное изменение (в нижнелужицком, но не в верхнелужицком) к началу XVI столетия произошло с мягкими č’, ž’, š’: cysty «чистый», šyja «шея», žywy «живой» (при в.-луж. čisty, šija, žiwy).
К середине XVI века č перешёл в c: cas «время», pcoła «пчела» (в.-луж. čas, pčoła). Изменение произошло во всех случаях, кроме суффикса -učki и в положении после спирантов. Кроме того, č можно найти в заимствованиях и ономатопоэтической лексике.
В положении после согласных p, t, k звуки r и r’ в лужицких языках перешли в ř и ř’. Затем в нижнелужицком ř перешло в š, а ř’ в ć (впоследствии ś): pšawy «правый», tśi «три».
Как и в польском, в нижнелужицком твёрдый ł перешёл в губно-губной звук w (первые письменные свидетельства относятся к XVII веку), а мягкий ľ в положении не перед гласными переднего ряда приобрёл «европейскую» альвеолярную артикуляцию (как в немецком).
Звук w в лужицких языках выпал в начальных группах gw- и xw- (праслав. *gvozdь > gozd «сухой лес», праслав. *xvoščь > chošć «хвощ»), в начале слова перед согласным, а также после согласного перед u. Предположительно, данный процесс начался ещё до XIII века, а закончился в XVI. Мягкое w’ в середине слова в интервокальном положении и перед согласным, а также на конце слова перешло в j: rukajca «перчатка» (пол. rękawica), mužoju / mužeju «мужчине» (пол. mężowi), kšej «кровь» (пол. krew).
Звук e переходил в a в положении после мягких согласных и перед твёрдыми: brjaza «берёза», kolaso «колесо», pjac «печь», lažaś «лежать», pjas «собака» (в.-луж. brěza, koleso, pjec, ležeć', pos). Данное изменение завершилось к середине XVII века и не затронуло мужаковский и слепянский диалекты.

## Лингвистическая характеристика

### Фонетика и фонология

#### Гласные
В нижнелужицком языке 7 гласных фонем:
Гласный [ɨ] (на письме y) является позиционным вариантом фонемы /i/ в положении после твёрдых согласных (кроме k и g).
В литературном нижнелужицком фонема [o] постепенно исчезает из произношения, вытесняемая фонемой [ɔ].

#### Согласные
Согласные нижнелужицкого языка (в скобки взяты позиционные и факультативные варианты фонем):
| Способ артикуляции ↓     | Губно-губные | Губно-зубные    | Альвеолярные. | Постальв. | Альвеопалат. | Палат. | Заднеяз. | Глотт. |
| Взрывные                 | p b pʲ bʲ    |                 | t d           |           |              |        | k g      |        |
| Носовые                  | m mʲ         |                 | n nʲ          |           |              |        | (ŋ)      |        |
| Дрожащие                 |              |                 | r rʲ          |           |              |        |          |        |
| Аффрикаты                |              |                 | t͡s (d͡z)       | t͡ʃ (d͡ʒ)   | t͡ɕ (d͡ʑ)      |        |          |        |
| Фрикативные              |              | f (fʲ) (v) (vʲ) | s z           | ʃ ʒ       | ɕ ʑ          | (ç)    | x        | ɦ      |
| Скользящие аппроксиманты | u̯ u̯ʲ         |                 |               |           |              | j      |          |        |
| Боковые                  |              |                 | l (lʲ)        |           |              |        |          |        |

Под влиянием немецкого языка в речи младшего поколения носителей переднеязычное [r] может заменяться на увулярное [R]. Как и в немецком вместо [x] после гласных переднего ряда [i] и [e] произносится звук [ç] (нем. ich-Laut). Заднеязычный [ŋ] является позиционным вариантом фонемы /n/ в положении перед велярными согласными k и g.
Звук [d͡ʑ] является аллофоном фонемы /ʑ/ в положении после звонких спирантов [z] и [ʒ]. Аналогично [d͡z] является аллофоном /z/, появляющемся после звонких спирантов, а также в отдельных словах (например, łdza «слеза»). Фонема /d͡ʒ/ является периферийной и выступает только в нескольких словах (например, łdža «ложь»).
Фонема /lʲ/ присутствует в некоторых диалектах.

#### Просодия
Ударение в нижненелужицком экспираторное и ставится преимущественно на первый слог. В четырёхсложных и более длинных словах на предпоследний слог падает дополнительное ударение (ˈspiwaˌjucy «поющий»). В сложных словах дополнительное ударение ставится на первый слог второго члена (ˈdolnoˌserbski «нижнелужицкий»). В некоторых заимствованных словах ударение падает на тот же слог, что и в языке-источнике (sepˈtember «сентябрь», preˈzidium «президиум»).

### Морфология

#### Имя существительное
Существительное в нижненелужицком языке имеет грамматические категории рода (мужской, женский, средний), числа (единственное, двойственное и множественное), падежа и одушевлённости.
Существительные склоняются по шести падежам: именительному, родительному, дательному, винительному, творительному и местному, а также имеют звательную форму.
По одушевлённости — неодушевлённости различаются только слова мужского рода. У одушевлённых существительных форма винительного падежа совпадает с формой родительного (в единственном и двойственном числах всегда, а во множественном только после числительных и местоимений my и wy).
Выделяется три склонения существительных женского рода: к I-му относятся существительные с основой на твёрдый согласный и окончанием -a в именительном падеже, ко II-му — существительные с основой на мягкий или отвердевший (исторически мягкий) согласный (c, s, z, š, ž) и окончанием -a в именительном падеже, по III-му изменяются существительные, заканчивающиеся в именительном падеже на согласный.
В среднем роде выделяют два основных склонения: к I-му относят существительные с основой на твёрдый согласный, ко II-му — с основой на велярный (k, g, ch), мягкий или отвердевший (исторически мягкий) согласный. Отдельно рассматривают существительные с наращениями -t-/-ś- и -n- в косвенных падежах.
У существительных мужского рода выделяется два склонения: к I-му относятся существительные с основой на твёрдый согласный, ко II-му — с основой на велярный (k, g, ch), мягкий или отвердевший (исторически мягкий) согласный.
Склонение существительных женского и среднего родов на примере слов głowa «голова», droga «дорога», zemja «земля», duša «душа», kosć «кость», rěc «язык», słowo «слово», słyńco «солнце», śele «телёнок», mě «имя»:
|                        | Женский род | Женский род | Женский род  | Женский род  | Женский род   | Женский род   | Средний род     | Средний род       | Средний род       | Средний род       |
| Падеж и число          | I склонение | I склонение | II склонение | II склонение | III склонение | III склонение | I склонение     | II склонение      |                   |                   |
| ---------------------- | ----------- | ----------- | ------------ | ------------ | ------------- | ------------- | --------------- | ----------------- | ----------------- | ----------------- |
| Именительный ед. числа | głowa       | droga       | zemja        | duša         | kosć          | rěc           | słowo           | słyńco            | śele              | mě                |
| Родительный ед. числа  | głowy       | drogi       | zemje        | duše         | kosći         | rěcy          | słowa           | słyńca            | śeleśa            | mjenja            |
| Дательный ед. числа    | głowje      | droze       | zemi         | dušy         | kosći         | rěcy          | słowu / słowoju | słyńcu / słyńcoju | śeleśu / śeleśoju | mjenju / mjenjoju |
| Винительный ед. числа  | głowu       | drogu       | zemju        | dušu         | kosć          | rěc           | słowo           | słyńco            | śele              | mě                |
| Творительный ед. числа | głowu       | drogu       | zemju        | dušu         | kosću         | rěcu          | słowom          | słyńcom           | śeleśim           | mjenim            |
| Местный ед. числа      | głowje      | droze       | zemi         | dušy         | kosći         | rěcy          | słowje          | słyńcu            | śeleśu            | mjenju            |
| Именительный дв. числа | głowje      | droze       | zemi         | dušy         | kosći         | rěcy          | słowje          | słyńcy            | śeleśi            | mjeni             |
| Родительный дв. числа  | głowowu     | drogowu     | zemjowu      | dušowu       | kosćowu       | rěcowu        | słowowu         | słyńcowu          | śeleśowu          | mjenjowu          |
| Дательный дв. числа    | głowoma     | drogoma     | zemjoma      | dušoma       | kosćoma       | rěcoma        | słowoma         | słyńcoma          | śeleśoma          | mjenjoma          |
| Винительный дв. числа  | głowje      | droze       | zemi         | dušy         | kosći         | rěcy          | słowje          | słyńcy            | śeleśi            | mjeni             |
| Творительный дв. числа | głowoma     | drogoma     | zemjoma      | dušoma       | kosćoma       | rěcoma        | słowoma         | słyńcoma          | śeleśoma          | mjenjoma          |
| Местный дв. числа      | głowoma     | drogoma     | zemjoma      | dušoma       | kosćoma       | rěcoma        | słowoma         | słyńcoma          | śeleśoma          | mjenjoma          |
| Именительный мн. числа | głowy       | drogi       | zemje        | duše         | kosći         | rěcy          | słowa           | słyńca            | śeleta            | mjenja            |
| Родительный мн. числа  | głowow      | drogow      | zemjow       | dušow        | kosćow, kosći | rěcow         | słowow, słow    | słyńcow           | śeletow           | mjenjow           |
| Дательный мн. числа    | głowam      | drogam      | zemjam       | dušam        | kosćam        | rěcam         | słowam          | słyńcam           | śeletam           | mjenjam           |
| Винительный мн. числа  | głowy       | drogi       | zemje        | duše         | kosći         | rěcy          | słowa           | słyńca            | śeleta            | mjenja            |
| Творительный мн. числа | głowami     | drogami     | zemjami      | dušami       | kosćami       | rěcami        | słowami         | słyńcami          | śeletami          | mjenjami          |
| Местный мн. числа      | głowach     | drogach     | zemjach      | dušach       | kosćach       | rěcach        | słowach         | słyńcach          | śeletach          | mjenjach          |

Склонение существительных мужского рода на примере слов klěb «хлеб», kóńc «конец», brjuch «живот», kowal «кузнец»:
| Падеж и число          | I склонение | II склонение | II склонение     | II склонение    |
| ---------------------- | ----------- | ------------ | ---------------- | --------------- |
| Именительный ед. числа | klěb        | kóńc         | brjuch           | kowal           |
| Родительный ед. числа  | klěba       | kóńca        | brjucha          | kowala          |
| Дательный ед. числа    | klěboju     | kóńcoju      | brjuchoju        | kowaleju        |
| Винительный ед. числа  | klěb        | kóńc         | brjuch           | kowala          |
| Творительный ед. числа | klěbom      | kóńcom       | brjuchom         | kowalom         |
| Местный ед. числа      | klěbje      | kóńcu        | brjuše / brjuchu | kowalu          |
| Именительный дв. числа | klěba       | kóńca        | brjucha          | kowala          |
| Родительный дв. числа  | klěbowu     | kóńcowu      | brjuchowu        | kowalowu        |
| Дательный дв. числа    | klěboma     | kóńcoma      | brjuchoma        | kowaloma        |
| Винительный дв. числа  | klěba       | kóńca        | brjucha          | kowalowu        |
| Творительный дв. числа | klěboma     | kóńcoma      | brjuchoma        | kowaloma        |
| Местный дв. числа      | klěboma     | kóńcoma      | brjuchoma        | kowaloma        |
| Именительный мн. числа | klěby       | końce        | brjuchy          | kowale          |
| Родительный мн. числа  | klěbow      | kóńcow       | brjuchow         | kowalow         |
| Дательный мн. числа    | klěbam      | kóńcam       | brjucham         | kowalam         |
| Винительный мн. числа  | klěby       | kóńce        | brjuchy          | kowale, kowalow |
| Творительный мн. числа | klěbami     | kóńcami      | brjuchami        | kowalami        |
| Местный мн. числа      | klěbach     | kóńcach      | brjuchach        | kowalach        |

#### Имя прилагательное
Прилагательные делятся на четыре разряда:
- относительно-качественные, выражающие субъективное свойство: dobry «хороший», stary «старый», niski «низкий»;
- абсолютно-качественные, выражающие объективное свойство: běły «белый», bosy «босой», chory «больной»;
- относительные, выражающие качество предмета через другой предмет: drjewjany «деревянный», słomjany «соломенный», swinjecy «свиной»;
- притяжательные, выражающие принадлежность: nanowy «отцов», sotśiny «сестрин».

У прилагательных различают два типа склонения — мягкий (к нему относятся прилагательные, основа которых заканчивается на мягкий согласный, а также k и g) и твёрдый (к нему относятся все остальные).
Склонение прилагательных твёрдого типа на примере dobry «хороший»:
| Падеж        | Падеж        | Единственное число | Единственное число | Единственное число | Двойственное число | Множественное число |
| Падеж        | Падеж        | Мужской род        | Средний род        | Женский род        | Двойственное число | Множественное число |
| ------------ | ------------ | ------------------ | ------------------ | ------------------ | ------------------ | ------------------- |
| Именительный | Именительный | dobry              | dobre              | dobra              | dobrej             | dobre               |
| Родительный  | Родительный  | dobrego            | dobrego            | dobreje            | dobreju            | dobrych             |
| Дательный    | Дательный    | dobremu            | dobremu            | dobrej             | dobryma            | dobrym              |
| Винительный  | неодуш.      | dobry              | dobre              | dobru              | dobrej             | dobre, dobrych      |
| Винительный  | одуш.        | dobrego            | dobre              | dobru              | dobreju            | dobrych             |
| Творительный | Творительный | dobrym             | dobrym             | dobreju            | dobryma            | dobrymi             |
| Местный      | Местный      | dobrem             | dobrem             | dobrej             | dobryma            | dobrych             |

Склонение прилагательных мягкого типа на примере drogi «дорогой»:
| Падеж        | Падеж        | Единственное число | Единственное число | Единственное число | Двойственное число | Множественное число |
| Падеж        | Падеж        | Мужской род        | Средний род        | Женский род        | Двойственное число | Множественное число |
| ------------ | ------------ | ------------------ | ------------------ | ------------------ | ------------------ | ------------------- |
| Именительный | Именительный | drogi              | droge              | droga              | drogej             | droge               |
| Родительный  | Родительный  | drogego            | drogego            | drogeje            | drogeju            | drogich             |
| Дательный    | Дательный    | drogemu            | drogemu            | drogej             | drogima            | drogim              |
| Винительный  | неодуш.      | drogi              | droge              | drogu              | drogej             | droge               |
| Винительный  | одуш.        | drogego            | droge              | drogu              | drogeju            | droge, drogich      |
| Творительный | Творительный | drogim             | drogim             | drogeju            | drogima            | drogimi             |
| Местный      | Местный      | drogem             | drogem             | drogej             | drogima            | drogich             |

В разговорном языке и в литературе в некоторых окончаниях могут отпадать конечные гласные: -eg вместо -ego (родительный падеж мужского и среднего родов), -ej вместо -eje (родительный падеж женского рода), -em вместо -emu (дательный падеж мужского и среднего родов), -ej вместо -eju (творительный падеж женского рода).
В говорах и старых памятниках письменности окончание местного падежа единственного числа мужского и среднего родов -em вытесняется окончанием творительного падежа -ym/-im.
Формы сравнительной и превосходной степеней образуются только от относительно-качественных прилагательных. Форма сравнительной степени образуется при помощи суффиксов -šy (если основа заканчивается на один согласный) и -(j)ejšy (для основ на два и более согласных): młody — młodšy, nowy — nowšy, mocny — mocnjejšy, śopły — śoplejšy. Суффиксы -ki и -oki при этом отбрасываются, а в основе часто происходит чередование согласных: daloki «далёкий» — dalšy, bliski «близкий» — blišy, śěžki «тяжёлый» — śěšy, drogi «дорогой» — drošy. Некоторые формы сравнительной степени образуются супплетивно: wjeliki «большой» — wětšy, mały «маленький» — mjeńšy, dobry «хороший» — lěpšy, zły «злой» — góršy, dłujki «длинный» — dlejšy. Форма превосходной степени образуется добавлением к форме сравнительной степени префикса nej-/nejž-. Помимо синтетического способа образования степеней сравнения существует и аналитический, при котором форма сравнительной степени образуется путём прибавления к положительной наречия wěcej.

#### Числительное
Числительные от одного до двадцати одного:
|                      | Количественные                              | Количественные                              | Порядковые     | Собирательные |
| Одушевлённые (м. р.) | Остальные                                   |                                             | Порядковые     | Собирательные |
| -------------------- | ------------------------------------------- | ------------------------------------------- | -------------- | ------------- |
| 1                    | jaden (м. р.), jadna (ж. р.), jadno (с. р.) | jaden (м. р.), jadna (ж. р.), jadno (с. р.) | prědny         |               |
| 2                    | dwa (м. р.), dwě (ж. р., с. р.)             | dwa (м. р.), dwě (ж. р., с. р.)             | drugi          | dwóji         |
| 3                    | tśo                                         | tśi                                         | tśeśi          | tšoji         |
| 4                    | styrjo                                      | styri                                       | stwórty        | stwóry        |
| 5                    | pěśo / pěś                                  | pěś                                         | pěty           | pěśory        |
| 6                    | šesćo / šesć                                | šesć                                        | šesty          | šesćory       |
| 7                    | sedymjo / sedym                             | sedym                                       | sedymy         | sedymory      |
| 8                    | wósymjo / wósym                             | wósym                                       | wósymy         | wósymory      |
| 9                    | źewjeśo / źewjeś                            | źewjeś                                      | źewjety        | źewjeśory     |
| 10                   | źaseśo / źaseś                              | źaseś                                       | źasety         | źaseśory      |
| 11                   | jadnasćo                                    | jadnasćo                                    | jadnasty       | jadnasćory    |
| 12                   | dwanasćo                                    | dwanasćo                                    | dwanasty       |               |
| 13                   | tśinasćo                                    | tśinasćo                                    | tśinasty       |               |
| 14                   | styrnasćo                                   | styrnasćo                                   | styrnasty      |               |
| 15                   | pěśnasćo                                    | pěśnasćo                                    | pěśnasty       |               |
| 16                   | šesnasćo                                    | šesnasćo                                    | šesnaty        |               |
| 17                   | sedymnasćo                                  | sedymnasćo                                  | sedymnasty     |               |
| 18                   | wósymnasćo                                  | wósymnasćo                                  | wósymnasty     |               |
| 19                   | źewjeśnasćo                                 | źewjeśnasćo                                 | źewjeśnasty    |               |
| 20                   | dwaźasća                                    | dwaźasća                                    | dwaźasty       |               |
| 21                   | jadenadwaźasća                              | jadenadwaźasća                              | jadenadwaźasty |               |

Хотя в современном литературном нижнелужицком составные числительные в интервале от 21 до 99 образуются по немецкому образцу (jadenadwaźasća как нем. einundzwanzig, дословно «один и двадцать») в памятниках письменности и некоторых говорах сохранилась исконные славянские формы типа dwaźasća a jaden «двадцать и один».
Числительные от тридцати до миллиарда:
|               | Количественные | Порядковые   |
| ------------- | -------------- | ------------ |
| 30            | tśiźasća       | tśiźasty     |
| 40            | styrźasća      | styrźasty    |
| 50            | pěśźaset       | pěśźasety    |
| 60            | šesćźaset      | šesćźasety   |
| 70            | sedymźaset     | sedymźasety  |
| 80            | wósymźaset     | wósymźasety  |
| 90            | źewjeśźaset    | źewjeśźasety |
| 100           | sto            | stoty        |
| 101           | sto a jaden    | sto a prěni  |
| 200           | dwěsćě         | dwěstoty     |
| 300           | tśista         | tśistoty     |
| 400           | styrista       | styristoty   |
| 500           | pěśstow        | pěśstoty     |
| 600           | šesćstow       | šesćstoty    |
| 700           | sedymstow      | sedymstoty   |
| 800           | wósymstow      | wósymstoty   |
| 900           | źewjeśstow     | źewjeśstoty  |
| 1000          | tysac          | tysacny      |
| 2000          | dwa tysac      | dwatysacny   |
| 3000          | tśi tysac      | tśitysacny   |
| 4000          | styri tysac    | styritysacny |
| 5000          | pěś tysac      | pěśtysacny   |
| 1 000 000     | milion         | milionty     |
| 2 000 000     | dwa miliona    | dwamilionty  |
| 1 000 000 000 | miliarda       | miliardny    |

В разговорной речи вместо исконных sto и tysac используются германизмы hundert (< нем. hundert «сто») и towzynt (< нем. tausend «тысяча»).
Склонение числительного «один»:
| Падеж        | Падеж        | Единственное число | Единственное число | Единственное число | Множественное число |
| Падеж        | Падеж        | Мужской род        | Средний род        | Женский род        | Множественное число |
| ------------ | ------------ | ------------------ | ------------------ | ------------------ | ------------------- |
| Именительный | Именительный | jaden              | jadno              | jadna              | jadne               |
| Родительный  | Родительный  | jadnogo            | jadnogo            | jadneje            | jadnych             |
| Дательный    | Дательный    | jadnomu            | jadnomu            | jadnej             | jadnym              |
| Винительный  | неодуш.      | jaden              | jadno              | jadnu              | jadne               |
| Винительный  | одуш.        | jadnogo            | jadno              | jadnu              | jadne               |
| Творительный | Творительный | jadnym             | jadnym             | jadneju            | jadnymi             |
| Местный      | Местный      | jadnom             | jadnom             | jadnej             | jadnych             |

Склонение числительных «два», «три», «четыре»:
| Падеж        | Падеж        | Два         | Два                    | Три                 | Три                                           | Четыре              | Четыре                                        |
| Падеж        | Падеж        | Мужской род | Средний и женский роды | Мужской род (одуш.) | Мужской род (неодуш.), средний и женский роды | Мужской род (одуш.) | Мужской род (неодуш.), средний и женский роды |
| ------------ | ------------ | ----------- | ---------------------- | ------------------- | --------------------------------------------- | ------------------- | --------------------------------------------- |
| Именительный | Именительный | dwa         | dwě                    | tśo                 | tśi                                           | styrjo              | styri                                         |
| Родительный  | Родительный  | dweju       | dweju                  | tśoch               | tśich                                         | styrjoch            | styrich                                       |
| Дательный    | Дательный    | dwěma       | dwěma                  | tśom                | tśim                                          | styrjom             | styrim                                        |
| Винительный  | неодуш.      | dwa         | dwě                    | tśoch               | tśi                                           | styrjoch            | styri                                         |
| Винительный  | одуш.        | dweju       | dwě                    | tśoch               | tśi                                           | styrjoch            | styri                                         |
| Творительный | Творительный | dwěma       | dwěma                  | tśomi               | tśimi                                         | styrjomi            | styrimi                                       |
| Местный      | Местный      | dwěma       | dwěma                  | tśoch               | tśich                                         | styrjoch            | styrich                                       |

#### Местоимение
Склонение личных местоимений первого и второго лиц:
| Падеж        | Первое лицо  | Первое лицо    | Первое лицо | Первое лицо | Второе лицо  | Второе лицо    | Второе лицо | Второе лицо |
| Падеж        | Я            | Я              | Мы          | Мы вдвоём   | Ты           | Ты             | Вы          | Вы вдвоём   |
| ------------ | ------------ | -------------- | ----------- | ----------- | ------------ | -------------- | ----------- | ----------- |
|              | без предлога | после предлога |             |             | без предлога | после предлога |             |             |
| Именительный | ja           |                | my          | mej         | ty           |                | wy          | wej         |
| Родительный  | mě           | mnjo           | nas         | naju        | śi, tebje    | tebje          | was         | waju        |
| Дательный    | mě           | mnjo           | nam         | nama        | śi, tebje    | tebje          | wam         | wama        |
| Винительный  | mě           | mnjo           | nas         | naju        | śi, tebje    | tebje          | was         | waju        |
| Творительный |              | mnu            | nami        | nama        |              | tobu           | wami        | wama        |
| Местный      |              | mnjo           | nas         | nama        |              | tebje          | was         | wama        |

Склонение личных местоимений третьего лица:
| Падеж        | Падеж        | Единственное число | Единственное число | Единственное число | Единственное число | Единственное число | Единственное число | Двойственное число | Двойственное число | Множественное число | Множественное число |
| Падеж        | Падеж        | Мужской род        | Мужской род        | Средний род        | Средний род        | Женский род        | Женский род        | Двойственное число | Двойственное число | Множественное число | Множественное число |
| ------------ | ------------ | ------------------ | ------------------ | ------------------ | ------------------ | ------------------ | ------------------ | ------------------ | ------------------ | ------------------- | ------------------- |
| Падеж        | Падеж        | без предлога       | после предлога     | без предлога       | после предлога     | без предлога       | после предлога     | без предлога       | после предлога     | без предлога        | после предлога      |
| Именительный | Именительный | wón                |                    | wóno               |                    | wóna               |                    | wónej              |                    | wóni                |                     |
| Родительный  | Родительный  | jogo               | njogo              | jogo               | njogo              | jeje               | njeje              | jeju               | njeju              | jich                | nich                |
| Дательный    | Дательный    | jomu               | njomu              | jomu               | njomu              | jej                | njej               | jima               | nima               | jim                 | nim                 |
| Винительный  | неодуш.      | jen                | njen               | jo                 | njo                | ju                 | nju                | jej                | njej               | je                  | nje                 |
| Винительный  | одуш.        | jogo               | njogo              | jo                 | njo                | ju                 | nju                | jeju               | njeju              | jich                | nich                |
| Творительный | Творительный |                    | nim                |                    | nim                |                    | njeju              |                    | nima               |                     | nimi                |
| Местный      | Местный      |                    | njom               |                    | njom               |                    | njej               |                    | nima               |                     | nich                |

#### Глагол
В нижнелужицком языке выделяются такие категории глагола, как время, наклонение, вид, залог, лицо, число и род.
Времена
В литературном нижнелужицком система времён состоит из настоящего и будущего времён, перфекта, плюсквамперфекта, аориста и имперфекта. Однако уже в XIX веке аорист, имперфект и плюсквамперфект стали исчезать из живой речи, а в настоящий момент выходит из употребления и в литературном языке.
В настоящем времени различают четыре спряжения (на -o-/-jo-, -i-, -a- и -j-) с 13-ю подтипами.
Спряжение глаголов на -o-/-jo- на примере слов studowaś «изучать», wuknuś «учить», piś «пить», chromjeś «хромать», braś «брать», sypaś «сыпать», njasć «нести»:
| Лицо и число       | I тип              | II тип          | III тип      | IV тип                 | V тип           | VI тип         | VII тип        |
| ------------------ | ------------------ | --------------- | ------------ | ---------------------- | --------------- | -------------- | -------------- |
| 1-е лицо ед. числа | studuju / studujom | wuknu / wuknjom | piju / pijom | chromjeju / chromjejom | bjeru / bjerjom | sypju / sypjom | njasu / njasom |
| 2-е лицо ед. числа | studujoš           | wuknjoš         | pijoš        | chromjejoš             | bjerjoš         | sypjoš         | njasoš         |
| 3-е лицо ед. числа | studujo            | wuknjo          | pijo         | chromjejo              | bjerjo          | sypjo          | njaso          |
| 1-е лицо дв. числа | studujomej         | wuknjomej       | pijomej      | chromjejomej           | bjerjomej       | sypjomej       | njasomej       |
| 2-е лицо дв. числа | studujotej         | wuknjotej       | pijotej      | chromjejotej           | bjerjotej       | sypjotej       | njasotej       |
| 3-е лицо дв. числа | studujotej         | wuknjotej       | pijotej      | chromjejotej           | bjerjotej       | sypjotej       | njasotej       |
| 1-е лицо мн. числа | studujomy          | wuknjomy        | pijomy       | chromjejomy            | bjerjomy        | sypjomy        | njasomy        |
| 2-е лицо мн. числа | studujośo          | wuknjośo        | pijośo       | chromjejośo            | bjerjośo        | sypjośo        | njasośo        |
| 3-е лицо мн. числа | studuju            | wuknu           | piju         | chromjeju              | bjeru           | sypju          | njasu          |

К I типу относятся глаголы с суффиксом -owa- в инфинитиве (в настоящем времени меняется на -uj-), ко II — с -nu- в инфинитиве. К III типу относятся односложные глаголы с основой инфинитива, заканчивающейся на гласный, к IV — многосложные с основой инфинитива на -(j)e-, к V — двухсложные с основой инфинитива на -a-. В VI тип входят глаголы с односложной основой на -a- или -ě-, а в VII — односложный с основой на согласный. Окончание -om в 1-м лице единственного числа преобладает в восточных говорах и ветошовском диалекте, однако активно проникает и в литературный нижнелужицкий.
Спряжение глаголов на -i-, -a- и -j- на примере слов sejźeś «сидеть», licyś «считать», źěłaś «делать», stojaś «стоять»:
| Лицо и число       | на -i-   | на -i-  | на -a-  | на -j-  |
| ------------------ | -------- | ------- | ------- | ------- |
| 1-е лицо ед. числа | sejźim   | licym   | źěłam   | stojm   |
| 2-е лицо ед. числа | sejźiš   | licyš   | źěłaš   | stojš   |
| 3-е лицо ед. числа | sejźi    | licy    | źěła    | stoj    |
| 1-е лицо дв. числа | sejźimej | licymej | źěłamej | stojmej |
| 2-е лицо дв. числа | sejźitej | licytej | źěłatej | stojtej |
| 3-е лицо дв. числа | sejźitej | licytej | źěłatej | stojtej |
| 1-е лицо мн. числа | sejźimy  | licymy  | źěłamy  | stojmy  |
| 2-е лицо мн. числа | sejźiśo  | licyśo  | źěłaśo  | stojśo  |
| 3-е лицо мн. числа | sejźe    | lice    | źěłaju  | stoje   |

В спряжении на -i- выделяется три типа: с инфинитивами на -iś/-yś, -aś и -eś). В типе на -j- различаются два типа: к первому относятся односложные глаголы с основами инфинитива и настоящего времени, заканчивающимися на -j-, ко второму — двухсложные глаголы с инфинитивом на -a- и настоящим временем на -j-.
Спряжение неправильных глаголов byś «быть», wěźeś «знать», jěsć «есть», měś «иметь», kśěś «хотеть», jěś «ехать», hyś «идти»:
| Лицо и число       | byś  | wěźeś  | jěsć   | měś   | kśěś       | jěś          | hyś      |
| ------------------ | ---- | ------ | ------ | ----- | ---------- | ------------ | -------- |
| 1-е лицо ед. числа | som  | wěm    | jěm    | mam   | cu / com   | jědu / jěźom | du / źom |
| 2-е лицо ед. числа | sy   | wěš    | jěš    | maš   | coš        | jěźoš        | źoš      |
| 3-е лицо ед. числа | jo   | wě     | jě     | ma    | co         | jěźo         | źo       |
| 1-е лицо дв. числа | smej | wěmej  | jěmej  | mamej | comej      | jěźomej      | źomej    |
| 2-е лицо дв. числа | stej | wěstej | jěstej | matej | cotej      | jěźotej      | źotej    |
| 3-е лицо дв. числа | stej | wěstej | jěstej | matej | cotej      | jěźotej      | źotej    |
| 1-е лицо мн. числа | smy  | wěmy   | jěmy   | mamy  | comy       | jěźomy       | źomy     |
| 2-е лицо мн. числа | sćo  | wěsćo  | jěsćo  | maśo  | cośo       | jěźośo       | źośo     |
| 3-е лицо мн. числа | su   | wěźe   | jěźe   | maju  | kśě / coju | jědu         | du       |

Перфект образуется сложным образом: его формы состоят из ł-причастия и вспомогательного глагола byś в форме настоящего времени. Спряжение глагола piś «пить» в перфекте:
| Лицо     | Единственное число | Единственное число | Единственное число | Дв. число  | Мн. число |
| Лицо     | Мужской род        | Женский род        | Средний род        | Дв. число  | Мн. число |
| -------- | ------------------ | ------------------ | ------------------ | ---------- | --------- |
| 1-е лицо | som pił            | som piła           | *som piło          | smej piłej | smy pili  |
| 2-е лицо | sy pił             | sy piła            | *sy piło           | stej piłej | sćo pili  |
| 3-е лицо | jo pił             | jo piła            | jo piło            | stej piłej | su pili   |

Плюсквамперфект образуется аналогично перфекту, но глагол byś стоит в имперфекте.
В литературном нижнелужицком формы аориста образуются от глаголов совершенного вида, а имперфекта — от глаголов несовершенного вида.
Спряжение глаголов в имперфекте на примере слов kupowaś «покупать», biś «бить», braś «брать», byś «быть»:
| Лицо и число       | kupowaś     | biś       | braś        | byś     |
| ------------------ | ----------- | --------- | ----------- | ------- |
| 1-е лицо ед. числа | kupowach    | bijach    | bjerjech    | běch    |
| 2-е лицо ед. числа | kupowašo    | bijašo    | bjerješo    | běšo    |
| 3-е лицо ед. числа | kupowašo    | bijašo    | bjerješo    | běšo    |
| 1-е лицо дв. числа | kupowachmej | bijachmej | bjerjechmej | běchmej |
| 2-е лицо дв. числа | kupowaštej  | bijaštej  | bjerještej  | běštej  |
| 3-е лицо дв. числа | kupowaštej  | bijaštej  | bjerještej  | běštej  |
| 1-е лицо мн. числа | kupowachmy  | bijachmy  | bjerjechmy  | běchmy  |
| 2-е лицо мн. числа | kupowašćo   | bijašćo   | bjerješćo   | běšćo   |
| 3-е лицо мн. числа | kupowachu   | bijachu   | bjerjechu   | běchu   |

Спряжение глаголов в аористе на примере слов rozbiś «разбить», wubraś «выбрать»:
| Лицо и число       | rozbiś     | wubraś     |
| ------------------ | ---------- | ---------- |
| 1-е лицо ед. числа | rozbich    | wubrach    |
| 2-е лицо ед. числа | rozbi      | wubra      |
| 3-е лицо ед. числа | rozbi      | wubra      |
| 1-е лицо дв. числа | rozbichmej | wubrachmej |
| 2-е лицо дв. числа | rozbištej  | wubraštej  |
| 3-е лицо дв. числа | rozbištej  | wubraštej  |
| 1-е лицо мн. числа | rozbichmy  | wubrachmy  |
| 2-е лицо мн. числа | rozbišćo   | wubrašćo   |
| 3-е лицо мн. числа | rozbichu   | wubrachu   |

Формы будущего времени образуются от глаголов обоих видов путём сочетания особых форм глагола byś «быть» и инфинитива смыслового глагола. Формы настоящего времени глаголов совершенного вида также могут употребляться в значении будущего времени. У глаголов передвижения в пространстве будущее время может образовываться при помощи префикса po-, у měś «иметь» для этой цели служит приставка z-.
Спряжение глаголов в будущем времени на примере слов pisaś «писать», hyś «идти» и měś «иметь»:
| Лицо и число       | pisaś              | hyś            | měś            |
| ------------------ | ------------------ | -------------- | -------------- |
| 1-е лицо ед. числа | budu / buźom pisaś | pójdu / pójźom | změju / změjom |
| 2-е лицо ед. числа | buźoš pisaś        | pójźoš         | změjoš         |
| 3-е лицо ед. числа | buźo pisaś         | pójźo          | změjo          |
| 1-е лицо дв. числа | buźomej pisaś      | pójźomej       | změjomej       |
| 2-е лицо дв. числа | buźotej pisaś      | pójźotej       | změjotej       |
| 3-е лицо дв. числа | buźotej pisaś      | pójźotej       | změjotej       |
| 1-е лицо мн. числа | buźomy pisaś       | pójźomy        | změjomy        |
| 2-е лицо мн. числа | buźośo pisaś       | pójźośo        | změjośo        |
| 3-е лицо мн. числа | budu pisaś         | pójdu          | změju          |

В говорах, разговорном нижнелужицком и иногда в литературных произведениях в формах будущего времени глагола byś выпадает -u-: bdu / bźom «я буду», bźoš «ты будешь», bźo «он будет», bźomej «мы вдвоём будем», bźotej «вы вдвоём будете», bźotej «они вдвоём будут», bźomy «мы будем», bźośo «вы будете», bdu «они будут».
Наклонения
В нижнелужицком языке три наклонения: изъявительное, сослагательное и повелительное.
Формы сослагательного наклонения состоят из ł-причастия и частицы by: jěł by «ехал бы», pśišeł by «пришёл бы».
Формы 2-го лица единственного числа повелительного наклонения образуются от основы настоящего времени путём прибавления окончания -i либо смягчения конечного согласного основы (что часто сопровождается чередованиями согласных): bjeru «берут» — bjeŕ «бери», pjaku «пекут» — pjac «пеки», gnu «гнут» — gni «гни». Все остальные формы образуются от формы 2-го лица единственного числа прибавлением окончаний -mej (1-е лицо двойственного числа), -tej (2-е лицо двойственного числа), -my (1-е лицо множественного числа), -śo / -ćo (2-е лицо множественного числа).
Неличные формы
Инфинитив образуется при помощи суффиксов -ś (основная масса глаголов), -ć (после спирантов: njasć «нести», lězć «лезть») и -c (у основ, заканчивающихся на k иg: pjac «печь», wlac «волочь», moc «мочь»).
Показателем супина является суффикс -t: Źinsa wjacor pójźomy rejtowat «Сегодня вечером мы пойдём танцевать».
Активное причастие образуется от основы настоящего времени при помощи суффиксов -uc- и -ec-, а также родовых окончаний: piju «пьют» > pijucy «пьющий», pijuca «пьющая», pijuce «пьющее»; lice «считают» > licecy «считающий», liceca «считающая», licece «считающее». В форме именительного падежа единственного числа мужского рода используется также как деепричастие: Stupjecy do domu, wiźešo wona, až se pali «Войдя в дом, она увидела, что он горит».
Пассивное причастие образуется от основы инфинитива при помощи суффиксов -t- (у ряда односложных глаголов) и -n-, а также родовых окончаний: biś «бить» > bity «битый», bita «битая», bite «битое»; pisaś «писать» > pisany «писанный», pisana «писанная», pisane «писанное».

#### Наречия
Наречия образуются от прилагательных с помощью суффиксов -e (со смягчением предшествующего согласного), -o и -ski: głupy «глупый» > głupje, kšuty «твёрдый, тугой» > kšuśe, drogi «дорогой» > drogo, suchy «сухой» > sucho, serbski «лужицкий» > serbski, nimski «немецкий» > nimski. От некоторых прилагательных могут образовываться дублетные формы: twardy «твёрдый» > twarźe, twardo, gładki «гладкий» > gładce, gładko.
Сравнительная степень образуется путём прибавления к основе суффикса -ej (зачастую с чередованием предшествующего согласного): głupje «глупо» > głupjej, sucho «сухо» > sušej, drogo «дорого» > drošej. Суффиксы -oki и -ki при этом отбрасываются: daloko «далеко» > dalej «гладко», gładko > gładšej. От наречий derje «хорошо» и zlě «плохо» формы сравнительной степени образуются супплетивно: lěpjej и gorjej (реже zlej). Превосходная степень образуется путём присоединения к форме сравнительной степени префикса nej- (иногда nejž-).

#### Предлоги
Предлоги делятся на первичные и вторичные. Первичные предлоги не соотносятся с другими частями речи. Вторичные предлоги пришли из других частей речи. Предлоги употребляются со всеми падежами, кроме именительного и звательного, чаще всего с родительным.

### Синтаксис
Порядок слов свободный, базовым является порядок SOV. Используются рамочные конструкции, которые, однако, менее распространены, чем в верхнелужицком языке.

### Лексика
В результате долгих контактов с немецким языком (на протяжении 1000 лет) нижнелужицкий заимствовал большое число германизмов, причём в диалектной речи их число выше, чем в литературном языке. В то же время основной лексический состав нижнелужицкого продолжает оставаться славянским. Литературный нижнелужицкий более терпим к германизмам, чем литературный верхнелужицкий. Помимо германизмов в литературном языке присутствует небольшой процент заимствований из других славянских языков, как правило, из чешского.

## История изучения
Изучение диалектов нижнелужицкого языка начинается с XIX века. Впервые классификацию нижнелужицкого языка составил А. Мука, выделив в нижнелужицком ареале 8 наречий и 5 поднаречий. В дальнейшем диалектологией, включая лингвистическую географию нижнелужицкого ареала, в 1930-е годы занимались П. Вирт, З. Штибер и другие исследователи. Масштабным исследованием нижнелужицких диалектов стало их изучение в процессе подготовки к составлению атласа серболужицкого языка, завершившегося в 1966 году.
Исследования в области исторической диалектологии, в частности, изучение диалектных особенностей нижнелужицких памятников опубликованы М. Горником, А. Мукой, А. Лескиным, З. Штибером, Г. Шустер-Шевцем, М. Радловским.
Одной из первых значительных работ по истории нижнелужицкого языка стало исследование А. Муки Historische und vergleichende Laut- und Formenlehre der niedersorbischen Sprache 1891 года.
Работы по изучению нижнелужицкой фонетики и грамматики проводились Я. Б. Фрицо, П. Янашем, М. И. Ермаковой и другими исследователями.

## Пример текста
Мато Косык «W cuzej zemi»
| Оригинал | Перевод |
| --- | --- |
| Ako mějach kšute spodki skońcnje pod nogoma raz a pon zwignuch swoje lodki, ab kraj pśedrogował zas, zacuwach bźez wědobnja, až how njejo domizna: běch źe w cuzej zemi. Ak běch pytnuł rězne zuki pijanego yankeea grozecego z rjagom ruki wšomu, což se pśibliža, zacuwach bźez wědobnja, až how njejo domizna: źěch po cuzej zemi. Ak mě dachu noclěg prědny w napołnjonej gospoźe, źož mnjo pśimje carnak bědny z naźeju na pjenjeze, zacuwach bźez wědobnja, až how njejo domizna: budu źe w cuzej zemi. Lěc se zemja cuza zdawa kenž mě kšuśe powita, glichlan wěm, až buźo pšawa moja nowa fryjota. zacuwach bźez wědobnja, lichy se wot spinanja how w tej cuzej zemi | Твердь земная под ногами Оказалась наконец. И, собрав свои пожитки, Вновь отправился я в путь, Постепенно ощущая: Здесь не родина моя, Я теперь в чужой стране. И услышав бормотанье Янки, в стельку пьяного, Кулаком грозящего Прибывающим сюда, Ощутил душою я: Здесь не родина моя, Шёл я по чужой стране. И когда ночлег мне дали В переполненном трактире Прямо рядом с негром бедным Что мечтает о богатстве, Ощутил душою я: Здесь не родина моя, Буду жить в чужой стране. И хоть кажется чужою Та страна, что так встречает Гостя, будет настоящей Новая моя свобода. Ощутил душою я: Здесь мне кляп вставлять не будут, Здесь, в чужой стране. |